# Bibliographie chronologique sur l'histoire de Lyon

Lyon au XVII.

Cet article présente une bibliographie chronologique sur l'histoire de Lyon. Elle est divisée en grandes périodes, plus une introduction où sont regroupés les ouvrages généraux. Une bibliographie thématique est également disponible.
La première partie correspond à l'Antiquité gallo-romaine (Lugdunum), à laquelle la préhistoire (pour laquelle les sources sont très peu nombreuses) a été rattachée. La seconde correspond au Moyen Âge lyonnais : haut Moyen Âge, Moyen Âge central et Moyen Âge tardif. La troisième détaille la bibliographie de l'époque moderne : Renaissance lyonnaise, absolutisme et Révolution française. Enfin, la dernière partie correspond à l'histoire contemporaine : 1800-1870, 1871-1944 et depuis 1944.
Il existe en outre dans cette bibliographie chronologique trois sections thématiques, qui correspondent à des périodes bien déterminées de l'histoire de la ville : un passage sur l'imprimerie, dont l'essor principal (et auquel les auteurs s'intéressent surtout) est situé à la Renaissance ; un passage sur la soierie lyonnaise et les canuts, dont la période la plus représentative et la plus représentée dans la bibliographie est le XIXe siècle ; enfin, un passage sur la Seconde Guerre mondiale, sous laquelle Lyon est souvent présentée comme la « capitale de la Résistance ».
Pour tous les documents pour lesquels cela a été possible, une recension est présentée en note, afin d'évaluer la qualité de la référence.

## Ouvrages généraux
- Guy Avanzini (dir.), Éducation et pédagogie à Lyon : De l'antiquité à nos jours, Lyon, Centre lyonnais d'études et de recherches en sciences de l'éducation, 1993, 400 p.[Recension 1]
- Patrice Béghain, Bruno Benoit, Gérard Corneloup et Bruno Thévenon (coord.), Dictionnaire historique de Lyon, Lyon, Stéphane Bachès, 2009, 1054 p. (ISBN 978-2-915266-65-8, BNF 42001687)[Recension 2] ;
- Bernard Berthod, Jacqueline Boucher, Bruno Galland, Régis Ladous et André Pelletier, Archevêques de Lyon, Lyon, Éditions lyonnaises d'art et d'histoire, 2012, 191 p. (ISBN 978-2-84147-228-4, BNF 43719523)[Recension 3],[Recension 4] ;
- Paul Chopelin et Pierre-Jean Souriac, Nouvelle histoire de Lyon et de la métropole, Toulouse, Privat, coll. « Histoire des villes et des régions : histoire », 2019, 958 p. (ISBN 978-2-7089-8378-6)
- Bernard Demotz, Henri Jeanblanc, Claude Sommervogel et Jean-Pierre Chevrier, Les Gouverneurs à Lyon 1310 - 2010 : le gouvernement militaire territorial, Lyon, Éditions lyonnaises d'art et d'histoire, 2011, 255 p. (ISBN 978-2-84147-226-0, BNF 42514690)[Recension 4] ;
- Philippe Dujardin et Pierre-Yves Saunier, Lyon : l'âme d'une ville : 1850-1914, Lyon, Éditions lyonnaises d'art et d'histoire, 1997, 127 p. (ISBN 978-2-84147-044-0, BNF 37022249)[Recension 5] ;
- Jacques Gadille, René Fédou, Henri Hours et Bernard de Vregille, Histoire des diocèses de France, Lyon, Paris, Éditions Beauchesne, coll. « Histoire des diocèses France » (no 16), avril 1997, 352 p. (ISBN 978-2-7010-0198-2)[Recension 6]
- Maurice Garden, Un historien dans la ville : Maurice Garden : textes réunis et présentés par René Favier et Laurence Fontaine, Paris, Éditions de la Maison des sciences de l'homme, 2008, 421 p. (ISBN 978-2-7351-1219-7, BNF 41335072, présentation en ligne) ;
- Gilbert Garrier (dir.), Le Rhône et Lyon : de la préhistoire à nos jours, Saint-Jean-d'Angély, Éditions Bordessoules, coll. « L'Histoire par les documents », 1987, 429 p. (ISBN 978-2-903504-25-0, BNF 34992117) ;
- Jean-Louis Gaulin (dir.) et Susanne Rau (dir.), Lyon vu/e d'ailleurs, 1245-1800 : échanges, compétitions et perceptions, Lyon, Presses universitaires de Lyon, coll. « d'histoire et d'archéologie médiévales » (no 22), 2009, 228 p. (ISBN 978-2-7297-0825-2, BNF 42245711)[Recension 7] ;
- André Gibert, Alice Joly, Henry Joly, Louis Pize, Gabriel Magnien et René Jullian, Visages du Lyonnais, Paris, Éditions des Horizons de France, coll. « Provinciales » (no 28), 1952, 216 p. (BNF 36251490)[Recension 8] ;
- Jean-Pierre Gutton, Histoire de Lyon et du Lyonnais, Paris, Presses universitaires de France, coll. « Que sais-je ? » (no 481), 1998, 127 p. (ISBN 2-13-048363-1, BNF 36984724)[1],[Recension 9],[Recension 10]
- Jean-Pierre Gutton, Histoire de Lyon illustrée, Toulouse, Le Pérégrinateur Éditeur, coll. « Histoires des villes illustrées », 2008, 204 p. (ISBN 978-2-910352-48-6) ;
- Arthur Kleinclausz (dir.), Camille Germain de Montauzan, Philibert Pouzet, Jean Déniau et Roger Doucet, Histoire de Lyon : Des origines à 1595, t. 1, Lyon, Laffitte, 1939, 559 p. (BNF 34200708) ;
- Arthur Kleinclausz (dir.), Histoire de Lyon : De 1595 à 1814, t. 2, Lyon, P. Masson, 559 p. (BNF 32355096)[Recension 11] ;
- Arthur Kleinclausz (dir.), Histoire de Lyon : De 1814 à 1940, t. 3, Lyon, P. Masson, 1952, 559 p. (BNF 32352767) ;
- André Latreille (dir.), Histoire de Lyon et du Lyonnais, Toulouse, Éditions Privat, coll. « Univers de la France et des pays francophones », 1984 (1re éd. 1975), 515 p. (ISBN 2-7089-4701-X) ;
- Philippe Paillard, Histoire des institutions lyonnaises : et extraits de l'ouvrage Émile Perret de la Menue et l'album des pennonages, Ernest Pariset, Lyon, 1906, Lyon, EMCC, coll. « Futur antérieur », 2010, 125 p. (ISBN 978-2-35740-075-7, BNF 42234688)[Recension 12] ;
- Jean Pelletier et Charles Delfante, Atlas historique du grand Lyon : formes urbaines et paysages au fil du temps, Xavier Lejeune, 2004, 228 p. (ISBN 978-2-907608-40-4, BNF 39903390)[Recension 13] ;
- André Pelletier (dir.), Grande encyclopédie de Lyon et des communes du Rhône, vol. 1-4, Roanne, Horvath, 1980-1983, 599 + 575 + 625 + 535 (ISBN 978-2-7171-0162-1, BNF 34771812) ;
- André Pelletier, Jacques Rossiaud, Françoise Bayard et Pierre Cayez, Histoire de Lyon : des origines à nos jours, Lyon, Éditions lyonnaises d'art et d'histoire, 2007, 955 p. (ISBN 978-2-84147-190-4, BNF 41276618)[Recension 14] ;
- André Pelletier, Histoire de Lyon : de la capitale des Gaules à la métropole européenne ; De -10 000 à + 2007, Lyon, Éditions Lyonnaises d'Art et d'Histoire, 2007 (1re éd. 2004), 143 p. (ISBN 978-2-84147-188-1, BNF 39270306)[Recension 14] ;
- Albert Roguenant (dir.), Henri Hours et Olivier Zeller, Lyon, l'argent le commerce et la soie, Lyon, La Manufacture, 1986, 138 p. (ISBN 978-2-9501272-0-4, BNF 34871782) ;
- Claude Royon (coordination), Lyon, l'humaniste : depuis toujours, ville de foi et de révoltes, Paris, Éditions Autrement, coll. « Mémoires » (no 105), 2004, 230 p. (ISBN 978-2-7467-0534-0, BNF 39243185)[Recension 15] ;
- Université Lyon II Centre Pierre-Léon, Lyon et l'Europe : hommes et sociétés : mélanges d'histoire offerts à Richard Gascon, vol. 1-2, Lyon, Presses universitaires de Lyon, 1980, 348 + 372 (ISBN 978-2-7297-0072-0, BNF 36601350) ;
- André Steyert, Armorial général du Lyonnais, Forez et Beaujolais, Lyon, R. Georges, 1998 (1re éd. 1860, A. Brun), 280 p. (ISBN 2-912556-28-7, BNF 36997588)

## Bibliographie par période

### Histoire antique
La bibliographie concernant Lugdunum s'arrête avec la fin de l'Antiquité, c'est-à-dire avec l'effondrement de l'Empire romain. Dans le cas de Lugdunum, la limite est établie par l'arrivée des Burgondes et l'établissement de Lyon comme l'une de leurs capitales. Cette section comprend également les entrées bibliographiques sur l'avant-Lugdunum et sur la préhistoire lyonnaise.
- Les martyrs de Lyon (177) : colloque international du Centre national de la recherche scientifique, Lyon, 20-23 septembre 1977, Paris, Éditions du CNRS, coll. « Colloques internationaux du Centre national de la recherche scientifique » (no 575), 1978, 328 p. (ISBN 978-2-222-02223-7, BNF 34607650) ;
- Mélanges d'archéologie offerts par ses amis à Amable Audin : in memoriam, Lyon, Association des amis du Musée de la civilisation gallo-romaine, 1990, 238 p. (BNF 36648504, ASIN B000X8DWMW) ;
- « Lyon, de la préhistoire au Moyen Âge, 30 ans de découvertes dans la capitale des Gaules », Archéologia, no 415,‎ octobre 2004
- Michel Amandry, Sylviane Estiot et Georges Gautier, Le monnayage de l'atelier de Lyon : 43 av. J.-C. - 413 apr. J. C. : supplément II, Wetteren, Ed. Numismatique romaine, coll. « Numismatique romaine. Essais, recherches et documents » (no 21), 2003, 168 p. (ISBN 90-74623-29-8, BNF 39913967)[Recension 16],[Recension 17] ;
- William Van Andringa et Michel Redde, La naissance des capitales de cités en Gaule Chevelue, CNRS, coll. « Gallia » (no 72.1), 2015, 338 p. (ISBN 978-2-271-08834-5) ;
- C. Arlaud (dir.), Lyon, les dessous de la presqu'île, coll. « documents d'archéologie en Rhône-Alpes / Série lyonnaise ; 8 », 2000, 280 p. (ISBN 2-906190-24-1) ;
- Gérard Aubin, François Baratte, Jean-Paul Lascoux et Catherine Metzger, Le trésor de Vaise à Lyon, Rhône, Lyon, Ministère de la culture, Service régional de l'archéologie, coll. « Documents d'archéologie en Rhône-Alpes. Série lyonnaise » (no 6), 1999, 191 p. (ISBN 978-2-906190-21-4, BNF 37072305)[Recension 18] ;
- Amable Audin, « Essai sur la topographie de Lugdunum », Revue de géographie de Lyon, Lyon,‎ 1956, p. 174 (ISSN 1960-601X, BNF 34349076, résumé)[Recension 19],[Recension 20] ;
- Amable Audin, « Sur le Lyon romain : la voie dallée de l'Antiquaille », Revue de géographie de Lyon, Persée, vol. 30, no 1,‎ 1955, p. 29-33 (DOI 10.3406/geoca.1955.1865, lire en ligne)
- Amable Audin, Lyon, miroir de Rome dans les Gaules, Fayard, 1979 (1re éd. 1965), 224 p. (ISBN 978-2-213-00690-1, OCLC 490141295, BNF 34620008, ASIN B0014YJQWO), p. 133[Recension 21]
- Amable Audin, « Le tracé colonial de Lugdunum », Revue de géographie jointe au Bulletin de la Société de géographie de Lyon et de la région lyonnaise, Persée, vol. 24, no 1,‎ 1949, p. 51-58 (DOI 10.3406/geoca.1949.6616, lire en ligne , consulté le 23 janvier 2015)
- Alain Audra et Patrice Mathey, Monnaies romaines : archéologie et numismatique à Lyon (Ier siècle avant-IIIe siècle après J.-C.), Lyon, Association lyonnaise pour la promotion de l'archéologie en région Rhône-Alpes, 1992, 81 p. (ISBN 2-9506816-0-3, BNF 36661092) ;
- Grégoire Ayala, Lyon, les bateaux de Saint-Georges : une histoire sauvée des eaux, Lyon, Éditions Lyonnaises d'Art et d'Histoire, Institut national de recherches archéologiques préventives, 2009, 127 p. (ISBN 978-2-84147-209-3, BNF 42339370) ;
- Yves Burnand, Yann Le Bohec et Jean-Pierre Martin, Claude de Lyon, empereur romain : actes du colloque, Paris-Nancy-Lyon, novembre 1992, Paris, Presses de l'université Paris-Sorbonne, coll. « Passé-présent », 1998, 537 p. (ISBN 978-2-84050-054-4, BNF 36198111) ;
- Jean Burdy, Les aqueducs romains de Lyon, Lyon, L'Araire, 2008, 136 p. (ISBN 978-2-7297-0683-8, BNF 38851397, présentation en ligne) ;
- Jean Burdy et André Pelletier, Guide du Lyon gallo-romain : français-anglais, Lyon, Éditions Lyonnaises d'Art et d'Histoire, 2004 (1re éd. 1994), 128 p. (ISBN 2-84147-148-9, BNF 36968216) ;
- Maria-Pia Darblade-Audoin et Henri Lavagne (dir.), Recueil général des sculptures sur pierre de la Gaule : Lyon, t. II, Paris, Académie des inscriptions et belles-lettres, coll. « Nouvel Espérandieu », 2006, 204 p. (ISBN 2-87754-162-2, BNF 40969988)[Recension 22],[Recension 23] ;
- Éric Delaval, Catherine Bellon et Jaqueline Chastel, Vaise : un quartier de Lyon antique, Lyon, Ministère de la culture et de la communication, Service régional de l'archéologie, coll. « Documents d'archéologie en Rhône-Alpes. Série lyonnaise » (no 5), 1995, 291 p. (ISBN 2-906190-15-2, BNF 36685473) ;
- Éric Delaval, « Formes d'habitat collectif à Lyon et Vienne en milieu artisanal et commercial », Revue du Nord, no 343,‎ mai 2001, p. 35-48 (DOI 10.3917/rdn.343.0035, lire en ligne )
- Jean-Claude Decourt et Gérard Lucas (trad. du latin), Lyon dans les textes grecs et latins : la géographie et l'histoire de Lugdunum de la fondation de la colonie, 43 avant J.-C. à l'occupation burgonde, 460 après J.-C., Lyon - Paris, FU-Maison de l'Orient - diff. de Boccard, coll. « Travaux de la Maison de l'Orient » (no 23), 1993, 173 p. (ISBN 2-903264-52-X, BNF 36675687, lire en ligne ) ;
- Armand Desbat, Les fouilles de la rue des Farges : 1974-1980, Groupe Lyonnais de recherche en archéologie gallo-romaine, 1984, 107 p. (BNF 36606143) ;
- Armand Desbat (dir.), L'Atelier de potiers antiques de la rue du Chapeau-Rouge à Vaise (Lyon 9e), Lyon, Ville de Lyon, Service archéologique municipal, 2001, 47 p. (ISBN 2-9516155-0-7, BNF 37702539) ;
- Armand Desbat (dir.), Lugdunum, naissance d'une capitale : exposition au Musée gallo-romain de Lyon-Fourvière d'octobre 2005 à mai 2006, Gollion, Pôle Archéologie du département du Rhône, 2005, 181 p. (ISBN 2-88474-120-8) ;
- Armand Desbat et Jean-Paul Lascoux, « Le Rhône et la Saône à Lyon à l'époque romaine. Bilan archéologique. », Gallia, t. 56,‎ 1999, p. 45-69 (ISSN 0016-4119, lire en ligne , consulté le 4 novembre 2014);
- Alain Ferdière, La Gaule lyonnaise, Paris, A. et J. Picard, 2011, 168 p. (ISBN 978-2-7084-0893-7, BNF 42379726)[Recension 24] ;
- Daniel Frascone, La voie de l'Océan et ses abords : nécropoles et habitats gallo-romains, à Lyon Vaise ; le boulevard périphérique nord de Lyon, Lyon, Ministère de la culture et de la communication, Service régional de l'archéologie, coll. « Documents d'archéologie en Rhône-Alpes. Série lyonnaise » (no 7), 1999, 171 p. (ISBN 2-906190-22-5, BNF 37181090) ;
- Camille Germain de Montauzan, Les aqueducs romains de Lyon : Étude comparée d'archéologie romaine. Thèse de doctorat, Paris, Ernest Leroux Éditeur, 1908, 496 p. (BNF 34093676, ASIN B001C94UG8, lire en ligne) ;
- Christian Goudineau, « Les textes antiques sur la fondation et la signification de Lugdunum », dans Regard sur la Gaule, Actes Sud, coll. « Babel », 2007, 573 p. (ISBN 978-2742769247, BNF 41125110) ;
- Christian Goudineau (dir.) et Bernard Mandy (collaborateur), Aux origines de Lyon : actes d'un séminaire tenu le 24 janvier 1987 au Musée de la civilisation gallo-romaine de Lyon, Lyon, Ministère de la culture et de la communication, Service régional de l'archéologie, coll. « Documents d'archéologie en Rhône-Alpes. Série lyonnaise » (no 1), 1989, 127 p. (ISBN 2-906190-06-3, BNF 35010398) ;
- Christian Goudineau (dir.), Frédérique Blaizot, Djamila Fellague et Jean-Claude Golvin (collaborateur), Rites funéraires à Lugdunum, Paris, Errance, 2009, 253 p. (ISBN 978-2-87772-406-7, BNF 42116603) ;
- Jacques Lasfargues (trad. du français), Lugdunum, Lyon, EMCC, coll. « Des objets qui racontent l'histoire », 2008, 141 p. (ISBN 978-2-35740-002-3, BNF 41268239) ;
- Yann Le Bohec, La province romaine de Gaule Lyonnaise (Gallia Lugudunensis) : du Lyonnais au Finistère, Dijon, Éditions Faton, 2008, 358 p. (ISBN 978-2-87844-102-4, BNF 41271112)[Recension 25] ;
- Anne-Catherine Le Mer et Claire Chomer, Carte archéologique de la Gaule : Lyon, Paris, Académie des inscriptions et belles-lettres, 2007, 883 p. (ISBN 978-2-87754-099-5 et 2-87754-099-5, OCLC 315472917, BNF 41005483)[Recension 26] ;
- André Pelletier, André Blanc, Pierre Broise et Jean Prieur, Histoire et archéologie de la France. Rhône-Alpes : De l'âge du fer au haut Moyen Âge, Le Coteau, Horvath, coll. « Richesse archéologique de la France », 1988, 261 p. (ISBN 2-7171-0561-1, BNF 35101315) ;
- André Pelletier, « Pour une nouvelle histoire des origines de Lugdunum : l'enseignement de l'archéologie », dans Les villes de la Gaule lyonnaise ; actes du colloque, École normale supérieure, mai 1996 organisé par le Centre de recherches André Piganiol, Limoges, Presses universitaires de Limoges, coll. « Caesarodunum », 1996, 466 p. (ISBN 2-84287-054-9, BNF 36162174) ;
- André Pelletier, Lugdunum : Lyon, Lyon, Presses universitaires de Lyon - Éditions Lyonnaises d'Art et d'Histoire, coll. « Galliae civitates », 1999, 151 p. (ISBN 2-7297-0627-5, BNF 37041068) ;
- Jean Pelletier, « Le Plateau du 5e arrondissement et les quartiers historiques de la rive droite de la Saône à Lyon. Étude de géographie et d'aménagement urbain », Revue de géographie de Lyon, Persée, vol. 38, no 1,‎ 1963, p. 11-31 (DOI 10.3406/geoca.1963.1749, lire en ligne , consulté le 28 juillet 2015) ;
- Matthieu Poux (dir.) et Hugues Savay-Guerraz (dir.), Lyon avant Lugdunum : ouvrage édité à l'occasion de l'exposition homonyme présentée au Musée de la civilisation gallo-romaine de Lyon de mars à novembre 2003, Gollion, Pôle archéologique du département du Rhône, 2003, 151 p. (ISBN 2-88474-106-2, BNF 39159307) ;
- Henri Quentin (o.s.b.), « La liste des martyrs de Lyon de l'an 177 », Analecta Bollandiana, Bruxelles,‎ 1905, p. 113-138 (ISSN 0003-2468, BNF 41143852) ;
- Michel Rambaud, « L'origine militaire de la colonie de Lugdunum », Comptes rendus des séances de l'Académie des Inscriptions et Belles-Lettres, t. 108, no 2,‎ 1964, p. 252-277 (ISSN 0065-0536, lire en ligne, consulté le 4 novembre 2014)
- François Richard et André Pelletier, Lyon et les origines du christianisme en occident, Lyon, Éditions Lyonnaises d'Art et d'Histoire, 2011, 125 p. (ISBN 978-2-84147-227-7, BNF 42514682) ;
- Jean-François Reynaud, Lyon, Rhône, aux premiers temps chrétiens, basiliques et nécropoles, Paris, Ministère de la culture et de la communication - La Documentation française, coll. « Guides archéologiques de la France », 1986, 143 p. (ISBN 2-11-080891-8, BNF 34992472) ;
- Éric Rieth (dir.) et Marie-Brigitte Carre, Les épaves de Saint-Georges, Lyon, du premier au dix-huitième siècle : analyse architecturale et études complémentaires, Paris, CNRS, coll. « Archaeonautica[2] » (no 16), 2010, 247 p. (ISBN 978-2-271-06926-9)[Recension 27],[Recension 28]
- Laurence Tranoy et Grégoire Ayala, « Les pentes de la Croix-Rousse à Lyon dans l'Antiquité. État des connaissances », Gallia, Persée, vol. 51, no 1,‎ 1994, p. 171-189 (DOI 10.3406/galia.1994.2976, lire en ligne)
- Pierre Wuilleumier, L'administration de la Lyonnaise sous le Haut-Empire, Paris, les Belles lettres, 1948, 79 p. (BNF 31670327)
- Pierre Wuilleumier, Lyon, métropole des Gaules, Paris, Société d'édition les Belles lettres, 1953, 121 p. (BNF 36252462)
- Pierre Wuilleumier, Fouilles de Fourvière à Lyon, Paris, CNRS, 1951, 87 p. (OCLC 503955198)[Recension 29],[Recension 30],[Recension 31]
- Pierre Wuilleumier et Amable Audin, « Les voies axiales de Lugdunum », Gallia, Persée, vol. 1, no 2,‎ 1943, p. 125-131 (DOI 10.3406/galia.1943.1971, lire en ligne)

### Histoire médiévale
La bibliographie dédiée à l'époque médiévale de la ville de Lyon commence par la période des Burgondes, pour s'achever avec la fin de la guerre de Cent Ans et les prémices de la Renaissance lyonnaise. Cela correspond environ aux années 450 - 1450.
- (en) 1274, année charnière : mutations et continuités : Colloque international du Centre national de la recherche scientifique, Lyon, Paris, 30 septembre-5 octobre 1974, Paris, Éditions du C.N.R.S., coll. « Colloques internationaux du Centre national de la recherche scientifique » (no 558), 1977, 1008 p. (ISBN 2-222-01870-6, BNF 34613068)[Recension 32],[Recension 33],[Recension 34],[Recension 35] ;
- Brigitte Beaujard, Paul-Albert Février, Jean-Charles Picard et Charles Pietri, Topographie chrétienne des cités de la Gaule, t. 4 : Province ecclésiastique de Lyon, des origines au milieu du huitième siècle, Paris, De Boccard, 1985, 80 p. (ISBN 2-7018-0030-7, BNF 34907753) ;
- Jean Beyssac, Les chanoines de l'Église de Lyon, Lyon, P. Grange & Cie, 1914 (réimpr. par les Éditions René Georges, 2000), 332 p. (ISBN 2-912556-60-0, BNF 34104693) ;
- Jean Beyssac, Les chevaliers de l'Église de Lyon, Lyon, Imprimerie des Missions africaines, 1925, 174 p. (BNF 34104697) ;
- Jean Beyssac, « La maison de Cluny à Lyon », Revue d'histoire de l'Église de France, Persée, vol. 1, no 4,‎ 1910, p. 429-440 (DOI 10.3406/rhef.1910.1932, lire en ligne)
- (de) Horst Bitsch, Das Erzstift Lyon zwischen Frankreich und dem Reich im Hohen Mittelalter, Francfort, Musterschmidt Göttingen, 1971, 240 p. (ISBN 3-7881-1044-9, BNF 35302079)[Recension 36] ;
- Pierre Bonnassieux, De la réunion de Lyon à la France : Étude historique d'après les documents originaux, Lyon, A. Vingtrinier, 1875, 237 p. (BNF 30127761)[Recension 37] ;
- Charles Bonnet et Jean-François Reynaud, « Genève et Lyon, capitales burgondes », Memorias de la Real Academia de Buenas Letras de Barcelona, no 25,‎ 2000, p. 241-266 (ISSN 0213-9499, lire en ligne) ;
- Michèle Bonnet, « Les changeurs lyonnais au Moyen Âge (1350-1450) », Revue historique, Presses universitaires de France, no 506,‎ avril-juin 1973, p. 325-352 (ISSN 0035-3264, BNF 34349205) ;
- Elizabeth Burin, « Les livres illuminés lyonnais à la fin du Moyen Âge », dans Manuscrits médiévaux : de l'usage au trésor. Exposition réalisée dans le cadre du treizième mois du patrimoine écrit, Paris, Fédération française de coopération entre les bibliothèques, coll. « Re-découvertes » (no 70), 2002, 110 p. (ISBN 2-907420-94-1, BNF 38881621) ;
- Joëlle Burnouf, Jean-Olivier Guilhot, Marie-Odile Mandy et Christian Orcel, Le Pont de la Guillotière : Franchir le Rhône à Lyon, Lyon, Circonscription des antiquités historiques, coll. « Documents d'archéologie en Rhône-Alpes », 1991, 196 p. (ISBN 2-906190-09-8, BNF 36652237)[Recension 38] ;
- Alexis Charansonnet, « Les tractations du roi, du pape et de l'archevêque concernant le rattachement de Lyon à la France (1311–1312) », Francia. Forschungen zur westeuropäischen Geschichte, no 39,‎ 2012, p. 439-471 (ISSN 0937-7743, lire en ligne, consulté le 21 septembre 2014) ;
- Pascal Collomb, « Les statuts du chapitre cathédral de Lyon (douzième - quinzième siècles) : Première exploration et inventaire », Bibliothèque de l'École des chartes, Droz, vol. 153,‎ janvier-juin 1995, p. 5-52 (ISSN 0373-6237, BNF 34378578, lire en ligne) ;
- Alfred Coville, Recherches sur l'histoire de Lyon du cinquième au neuvième siècle (450-800), Paris, Éditions Auguste Picard, 1928, 561 p. (BNF 34200732)[Recension 39] ;
- Gervais Dumeige, S. J. (dir.), Hans Wolter, S. J. et Henri Holstein, S. J., Histoire des conciles œcuméniques : Lyon I et Lyon II, t. 7, Paris, Éditions de l'Orante, 1966, 320 p. (BNF 33042737)[Recension 40] ;
- Justin Favrod, Histoire politique du royaume burgonde (443-534), Lausanne, Chabloz, coll. « Bibliothèque historique vaudoise » (no 113), 1997, 544 p. (ISBN 2-88454-113-6) ;
- René Fédou, « Une révolte populaire à Lyon au quinzième siècle : la rebeyne de 1436 », Cahiers d'histoire, nos 3, 2,‎ 1958, p. 129-150 ;
- René Fédou, « Le cycle médiéval des révoltes lyonnaises », Cahiers d'histoire, no XVIII,‎ 1973, p. 233-247 ;
- René Fédou, « Regards sur l'insurrection lyonnaise de 1269 », dans Mélanges E. Perroy, Paris, 1973, p. 311-320 ;
- René Fédou, « L'essor de Lyon (dernier tiers du douzième siècle) », dans Mélanges É. Fournial, Saint-Étienne, 1978, p. 117-124 ;
- René Fédou, Les Hommes de loi lyonnais à la fin du Moyen Âge : étude sur les origines de la classe de robe, Paris, Les Belles Lettres, coll. « Annales de l'université de Lyon / 3e », 1964, 527 p., fascicule 37[Recension 41],[Recension 42],[Recension 43] ;
- René Fédou, Les papes du Moyen Âge à Lyon : De Urbain II à Jean XXII (1095-1316), Lyon, Éditions Lyonnaises d'Art et d'Histoire, 2006, 2e éd. (1re éd. 1988), 124 p. (ISBN 2-84147-168-3, BNF 40121461) ;
- Étienne Fournial, « La souveraineté du Lyonnais au dixième siècle », Le Moyen Âge, no 4,‎ 1956 (ISSN 0027-2841) ;
- Étienne Fournial, « Monnaie de Lyon et monnaie de Vienne : la circulation monétaire en Lyonnais et en Forez au treizième siècle », Cahiers d'histoire, t. 4, no 2,‎ 1959 (ISSN 0008-008X, BNF 34348399) ;
- Bruno Galland, « Renaud de Forez, homme d'Église », dans Anse et sa région - Histoire du département du Rhône ; actes des journées d'études - 1986, t. 3, Lyon, Union des sociétés historiques du Rhône, 1988 (ISBN 2-906998-01-X, BNF 35053775), p. 25-34 ;
- Bruno Galland, « Un Savoyard sur le siège de Lyon au treizième siècle, Philippe de Savoie », Bibliothèque de l'École des chartes, Droz,‎ janvier-juin 1988, p. 31-67 (ISSN 0373-6237, BNF 34378578, lire en ligne) ;
- Bruno Galland, « Le rôle politique d'un chapitre cathédral : l'exercice de la juridiction séculière à Lyon, douzième - quatorzième siècle », Revue d'histoire de l'église de France, Letouzey et Ané, t. 75, no 195,‎ juillet-décembre 1989, p. 293-296 (ISSN 0048-7988, BNF 32856860) ;
- Bruno Galland, « Archevêché et comté de Lyon : Développement et affirmation du pouvoir épiscopal », dans Les Pays de l'entre-deux au Moyen âge : Questions d'histoire des territoires d'Empire entre Meuse, Rhône et Rhin : actes du cent treizième Congrès national des sociétés savantes, Strasbourg, 1988, Section d'histoire médiévale et de philologie, Paris, CTHS, 1990, 336 p. (ISBN 2-7355-0197-3, BNF 35077405) ;
- Bruno Galland, Deux archevêchés entre la France et l'Empire : les archevêques de Lyon et les archevêques de Vienne, du milieu du douzième siècle au milieu du quatorzième siècle, Rome, École française de Rome, coll. « Bibliothèque des Écoles françaises d'Athènes et de Rome » (no 282), 1994, 831 p. (ISBN 2-7283-0299-5, BNF 35738384)[Recension 44]. ;
- Bruno Galland, Le rôle de l’Église de Lyon au service du roi de France au quatorzième siècle, Paris, Université Paris I Panthéon-Sorbonne, 8 p. (lire en ligne) ;
- Bernard Gauthiez, La Topographie de Lyon au Moyen Âge, Carcassonne, Centre d'archéologie du Languedoc, coll. « Archéologie du Midi médiéval » (no 12), 1994, 38 p. (ISSN 0758-7708, BNF 34389796, lire en ligne) ;
- (de) Hubert Gerner, Lyon im Frühmittelalter : Studien zur Geschichte der Stadt, des Erzbistums und der Grafschaft im 9. und 10. Jahrhundert, Cologne, Wienand, 1968, 446 p. (OCLC 186219, ASIN B0014QN3ZS)[Recension 45] ;
- Nicole Gonthier, Lyon et ses pauvres au Moyen Âge : 1350-1500, Lyon, L'Hermès, coll. « Les Hommes et les lettres. Documents », 1978, 271 p. (ISBN 2-85934-057-2, BNF 34613782)[Recension 46]
- Nicole Gonthier, Délinquance, justice et société dans le Lyonnais médiéval : de la fin du treizième au début du seizième siècle, Paris, Édition Arguments, 1993, 383 p. (ISBN 2-909109-09-7, BNF 37665911) ;
- Louis Holtz, Manuscrits médiévaux : de l'usage au trésor. Exposition réalisée dans le cadre du treizième mois du patrimoine écrit, Paris, Fédération française de coopération entre les bibliothèques, coll. « Re-découvertes » (no 70), 2002, 110 p. (ISBN 2-907420-94-1, BNF 38881621) ;
- Marie-Céline Isaïa, « L'hagiographie contre la réforme dans l'église de Lyon au neuvième siècle », Médiévales, no 62,‎ 2012, p. 83-104 (lire en ligne) ;
- Elias Avery Lowe, Codices lugdunenses antiquissimi : le scriptorium de Lyon, la plus ancienne école calligraphique de France, Lyon, Les amis de la Bibliothèque de Lyon, 1924, 52 p. (OCLC 490787237, BNF 38782826)[Recension 47]
- Marie-Thérèse Lorcin, Vivre et mourir en Lyonnais : à la fin du Moyen âge, Paris, CNRS, 1981, 208 p. (ISBN 2-222-02934-1, BNF 34665370)[Recension 48],[Recension 49] ;
- René Poupardin, Le Royaume de Provence sous les carolingiens (855-933 ?), Paris, Émile Bouillon, coll. « Bibliothèque de l'École des hautes études. Sciences philologiques et historiques, 131e fasc. », 1901, 472 p. (BNF 31143589, lire en ligne)[Recension 50] ;
- René Poupardin, Le royaume de Bourgogne (888-1038) : étude sur les origines du royaume d'Arles, Paris, Honoré Champion, 1907, 511 p. (BNF 31143587, lire en ligne)[3] ;
- Nicolas Reveyron, Chantiers lyonnais du Moyen Âge, Saint-Jean, Saint-Nizier, Saint-Paul, Lyon, Association de liaison pour le patrimoine et l'archéologie en Rhône-Alpes et en Auvergne, coll. « Documents d'archéologie en Rhône-Alpes et en Auvergne / Série lyonnaise » (no 9), 2005, 380 p. (ISBN 2-9516145-9-4, BNF 40094739)[Recension 51],[Recension 52] ;
- Jean-François Reynaud et François Richard (dir.), L'abbaye d'Ainay : des origines au douzième siècle, Lyon, Presses universitaires de Lyon, 2008, 302 p. (ISBN 978-2-7297-0806-1, BNF 42414418) ;
- Jean-François Reynaud et Pierre Aubert (Photographies), L'âme romane de Lyon : Basilique Saint-Martin d'Ainay, Lyon, Groupe Esprit public, 1997, 95 p. (ISBN 2-9510078-2-5, BNF 36992799) ;
- Jean-François Reynaud, Lugdunum christianum : Lyon du quatrième au huitième siècle, topographie, nécropoles et édifices religieux, Paris, Éd. de la Maison des sciences de l'homme, coll. « Documents d'archéologie française » (no 69), 1998, 285 p. (ISBN 2-7351-0636-5, BNF 36710736)[Recension 53] ;
- Jean-François Reynaud, « L'Antiquité tardive et le haut Moyen Âge », dans Atlas historique du grand Lyon, Seyssinet-Pariset, XL studio, 2005 (ISBN 2-907608-40-1, BNF 39903390), p. 40-52 ;
- Jacques Rossiaud, Lyon 1250-1550 : réalités et imaginaires d'une métropole, Seyssel, Champ Vallon, coll. « Époques », 2012, 546 p. (ISBN 978-2-87673-597-2)[Recension 54],[Recension 55] ;
- Franck Thénard-Duvivier, Images sculptées au seuil des cathédrales : les portails de Rouen, Lyon et Avignon, treizième et quatorzième siècles, Mont-Saint-Aignan, Publications des universités de Rouen et du Havre, 2012, 338 p. (ISBN 978-2-87775-523-8, BNF 42727900, présentation en ligne)[Recension 56]
- Julien Théry, « 1312 : Lyon devient française », L'Histoire, no 379,‎ 2012, p. 68-73 (BNF 34355330, lire en ligne) ;
- Guy de Valous, Le patriciat lyonnais aux treizième et quatorzième siècles, Paris, A. et J. Picard, 1973, 490 p. (BNF 35319828)[Recension 57],[Recension 58] ;
- Eugène Vial, Gens et choses de Lyon : série posthume, Eugène Vial, Jean Tricou, Lyon, Société littéraire, historique et archéologique de Lyon, 1945, 265 p. (OCLC 409334419) ;
- François Villard, « Primatie des gaules et réforme grégorienne », Bibliothèque de l'école des chartes, vol. 149, no 2,‎ 1991, p. 421-434 (lire en ligne) ;
- Pierre Wuilleumier, Amable Audin et André Leroi-Gourhan, L'église et la nécropole Saint-Laurent dans le quartier lyonnais de Choulans : étude archéologique et étude anthropologique, Lyon, M. Audin - Institut des études rhodaniennes de l'Université de Lyon, coll. « Mémoires et documents » (no 4), 1949, 113 p. (BNF 31670331)[Recension 59]

### Renaissance
Ce chapitre recense tous les ouvrages consacrés à un aspect de la Renaissance lyonnaise. Pour la ville, les auteurs de référence considèrent que la Renaissance s'étend de la fin de la guerre de Cent Ans, concomitante avec l'établissement des foires de Lyon (mi-XIVe siècle), jusqu'au rétablissement du pouvoir royal sur la ville par Henri IV avec la réforme du consulat par l'édit de Chauny de 1595. L'ampleur de l'historiographie consacrée à l'imprimerie lyonnaise impose de lui consacrer un chapitre propre.
- Collectif, Actes du colloque sur l'humanisme lyonnais au seizième siècle (mai 1972), Grenoble, Presses universitaires de Grenoble, coll. « Thêta », janvier 1974, 395 p. (ISBN 978-2-7061-0033-8)[Recension 60],[Recension 61]
- Paul Ardouin, Maurice Scève, Pernette du Guillet, Louise Labé : L'amour à Lyon au temps de la Renaissance, Paris, A.-G. Nizet, 1981, 395 p. (ISBN 978-2-7078-0481-5, BNF 34679845)
- Brigitte Biot, Barthélémy Aneau, régent de la Renaissance lyonnaise, Paris, Honoré Champion, coll. « Bibliothèque littéraire de la Renaissance / 3 » (no 33), 1996, 530 p. (ISBN 2-85203-566-9, BNF 35823443)[Recension 62],[Recension 63],[Recension 64]
- Jacqueline Boucher, Présence italienne à Lyon à la Renaissance : du milieu du quinzième siècle à la fin du seizième siècle, Lyon, Lugd, janvier 1994, 175 p. (ISBN 978-2-84147-006-8)[Recension 65].
- Jacqueline Boucher, Vivre à Lyon au seizième siècle, Lyon, Éditions Lyonnaises d'Art et d'Histoire, janvier 2001, 159 p. (ISBN 978-2-84147-113-3)
- Marc Brésard, Les foires de Lyon aux quinzième et seizième siècles, Paris, Auguste Picard, 1914, 386 p. (BNF 34121478, lire en ligne)
- (en) Elizabeth Burin, Manuscript Illumination in Lyons : 1473-1530, Turnhout, Brepols, février 2002, 470 p. (ISBN 978-2-503-51232-7)[Recension 66]
- Léo Chevalier, La situation économique de la noblesse dans le Lyonnais sous Henri IV, Lyon, Paquet, 1941, 131 p. (BNF 31940093)
- Olivier Christin, « La coexistence confessionnelle, 1563-1567 », Bulletin de la Société d'histoire du protestantisme français, no 141,‎ 1995, p. 483-504
- Michèle Clément et Janine Incardona (dir.), L'émergence littéraire des femmes à Lyon à la Renaissance : 1520-1560 ; actes du colloque international des 8 et 9 juin 2006, Saint-Étienne, Université Jean-Monnet-Saint-Étienne, coll. « L’École du genre », 2008, 284 p. (ISBN 978-2-86272-472-0, présentation en ligne)[Recension 67]
- Gérard Defaux (dir.), Bernard Colombat (coll.) et al., Lyon et l'illustration de la langue française à la Renaissance, Lyon, ENS Lyon, coll. « Langages », décembre 2003, 544 p. (ISBN 978-2-84788-032-8, présentation en ligne)[Recension 68]
- (en) Frank Dobbins, Music in Renaissance Lyons, Oxford, Oxford University Press, coll. « Oxford Monographs on Music », 16 avril 1992, 440 p. (ISBN 978-0-19-816137-0)[Recension 69]
- Roger Doucet, Finances municipales et crédit public à Lyon au seizième siècle, Paris, Librairie des sciences économiques et sociales, 1937, 131 p. (BNF 32041329)
- Jeanne-Marie Dureau (dir.) et Jacques Rossiaud (coll.), En faveur de la chose publique : Délibérations consulaires de Lyon, 9 janvier 1533-22 décembre 1534, Lyon, Archives municipales de Lyon, 1998, 524 p. (ISBN 2-908949-19-9)[Recension 70]
- Frédéric Elsig, Peindre à Lyon au seizième siècle, Milan, Silvana Editoriale, coll. « biblioteca d'arte » (no 44), 2014, 192 p. (ISBN 978-88-366-2768-4 et 88-366-2768-4, BNF 43834242)[4]
- Caroline Fargeix, Les Élites lyonnaises au miroir de leur langage : Thèse de doctorat en histoire, Lyon, université Lumière-Lyon-II, octobre 2005, 735 p. (lire en ligne), chap. Troisième partie, chapitre 1 (« Les assemblées lyonnaises »), p. 410-479[5],[Recension 71]
- (en) Philip Ford et Gillian Jondorf, Intellectual Life in Renaissance Lyon : Proceedings of the Cambridge Lyon Colloquium, 14-16 April 1991, Cambridge, Cambridge University Press, juin 1993, 208 p. (ISBN 978-0-9511645-2-5)
- Michel Francou, Armorial des Florentins à Lyon à la Renaissance, Lyon, Éditions du Cosmogone, mai 2009, 59 p. (ISBN 978-2-8103-0020-4)[Recension 72]
- Richard Gascon, « Lyon, marché de l'industrie des Pays-Bas au seizième siècle et les activités commerciales de la maison Panse », Cahiers d'histoire, t. VII-4,‎ 1962, p. 493-536
- Richard Gascon, Grand commerce et vie urbaine au seizième siècle : Lyon et ses marchands, Paris & La Haye, Mouton, coll. « École pratique des hautes études. Sixième section. Sciences économiques et sociales. Centre de recherches historiques. Civilisations et sociétés » (no 22), 1971, 2 vol., 1001 p. (BNF 35371690)[Recension 73],[Recension 74],[Recension 75]
- Domenico Gioffrè, Gênes et les foires de change de Lyon à Besançon, Paris, SEVPEN, coll. « Affaires et gens d'affaires » (no 21), 1960, 293 p. (BNF 37443185)[Recension 76],[Recension 77],[Recension 78],[Recension 79]
- Nicole Gonthier, Lyon et ses pauvres au Moyen Âge : 1350-1500, Lyon, L'Hermès, coll. « Les Hommes et les lettres. Documents », 1978, 271 p. (ISBN 2-85934-057-2, BNF 34613782)
- Nicole Gonthier, Délinquance, justice et société dans le Lyonnais médiéval : de la fin du treizième au début du seizième siècle, Paris, Édition Arguments, 1993, 383 p. (ISBN 2-909109-09-7, BNF 37665911)
- Nicole Gonthier, « Une esquisse du paysage urbain lyonnais aux XIVe et XVe siècles », Actes des congrès de la Société des historiens médiévistes de l'enseignement supérieur public, Persée, vol. 11, no 1,‎ 1980, p. 253-277 (DOI 10.3406/shmes.1980.1367, lire en ligne) ;
- Laurent Guillo, Les éditions musicales de la Renaissance lyonnaise, Klincksieck, 3 mai 2000, 494 p. (ISBN 978-2-252-02762-2)
- Thomas Hunkeler, « Dante à Lyon : des « rime petrose » aux « durs épigrammes » », Italique, Librairie Droz, no 11,‎ 2008, p. 9-27 (ISSN 1663-4438, lire en ligne, consulté le 17 novembre 2014)
- Giuseppe Iacono et Salvatore Ennio Furone, Les marchands banquiers florentins et l'architecture à Lyon au seizième siècle, Paris, Publisud, janvier 1999, 285 p. (ISBN 978-2-86600-683-9, OCLC 406439976)
- Institut d'histoire de l'art à Lyon, Lyon seizième : aspects du seizième siècle à Lyon, Lyon, université Lumière-Lyon-II, 1993, 249 p. (OCLC 463884176)
- Pierre Jacquet, « Les botanistes lyonnais du seizième siècle et 14 lettres de Dalechamp à Camerarius (1582-1585) », Bulletin mensuel de la Société linnéenne de Lyon, Société linnéenne de Lyon, vol. 65, no 5 (supplément),‎ mai 1996, p. 1-85 (ISSN 0366-1326)
- Yves Krumenacker (dir.), Lyon 1562, capitale protestante : une histoire religieuse de Lyon à la Renaissance, Paris, Éditions Olivétan, 2009, 335 p. (ISBN 978-2-35479-094-3, BNF 42098897)[Recension 80]
- Pierre Lavedan, « Lyon au seizième siècle », dans Pierre Lavedan, L'Urbanisme à l'époque moderne : seizième - dix-huitième siècle, Lyon, Librairie Droz, 1982, 310 p. (ISBN 9782600046145, lire en ligne), p. 60-61[Recension 81].
- Jean Hippolyte Mariéjol, Charles-Emmanuel de Savoie, duc de Nemours, gouverneur du Lyonnais, Beaujolais et Forez (1567-1595), Paris, Hachette, 1938, 290 p. (BNF 32419437)
- Marie-Josèphe Moncorgé, Lyon 1555, capitale de la culture gourmande au seizième siècle : Cuisine, confiture, diététique, cosmétique..., Lyon, Éditions Lyonnaises d'Art et d'Histoire, 15 octobre 2008, 240 p. (ISBN 978-2-84147-198-0)[Recension 82]
- Charles Petouraud, « Les léproseries lyonnaises au Moyen Âge et à la Renaissance », Cahiers d'histoire, t. VII-3,‎ 1962, p. 425-464[Recension 83]
- (it + fr) Antonio Possenti (dir.) et Giulia Mastrangelo (dir.), Il Rinascimento a Lione : atti del congresso internazionale, Rome, Éditions de l'Ateneo, coll. « Atti di convegni » (no 6), 1988, 1047 p. (OCLC 24229343, BNF 36638155)[Recension 84],[Recension 85]
- Brigitte Rossignol, Médecine et médicaments au seizième siècle à Lyon, Presses universitaires de Lyon, 1990, 163 p. (ISBN 978-2-7297-0367-7, BNF 42098897)[Recension 86]
- Jacques Rossiaud, Lyon 1250-1550 : Réalités et imaginaires d'une métropole, Lyon, Éditions Champ Vallon, coll. « Époques », 6 novembre 2012, 512 p. (ISBN 978-2-87673-597-2, lire en ligne)[Recension 87],[Recension 88]
- (en) Timothy D. Watson, The Lyon city council c. 1525-1575 : Politics, culture, religion, Oxford, Université d'Oxford, 1999, 512 p.[Recension 89]
- Olivier Zeller, « Les quartiers d'affaires à Lyon au seizième siècle », dans André Tournon (dir.), Gabriel-André Pérouse (dir.), Or, monnaie, échange dans la culture de la Renaissance ; actes du neuvième colloque international de l'Association Renaissance, Humanisme, Réforme à Lyon, 1991, Saint-Étienne, Université Jean-Monnet-Saint-Étienne, coll. « Association d’études sur la Renaissance, l’humanisme et la Réforme », 2000, 237 p. (ISBN 978-2862720623), p. 31-43

#### L'imprimerie lyonnaise à la Renaissance
- « Dictionnaire des imprimeurs et libraires lyonnais du quinzième siècle », Revue française d'histoire du livre, nos 118-121,‎ 2003, p. 209-225 (ISSN 0037-9212)
- Henri Baudrier, Bibliographie lyonnaise : Recherches sur les imprimeurs, libraires, relieurs et fondeurs de lettres de Lyon au seizième siècle, Paris, F. de Nobele, 1964-1965 (1re éd. 1895-1921), 13 volumes (BNF 37011745)
- Elizabeth Burin, « Le clergé et les beaux livres : manuscrits et mécènes ecclésiastiques à Lyon, vers l'an 1500 », Gryphe, revue de la bibliothèque de Lyon, no 5,‎ 2002, p. 12-16 (ISSN 1627-9875, lire en ligne, consulté le 4 décembre 2014)
- Jeanne-Marie Dureau-Lapeyssonnie, « Recherches sur les grandes compagnies de libraires lyonnais au seizième siècle », Nouvelles études lyonnaises, Librairie Droz,‎ 1969, p. 5-64 (ISSN 0073-2419)
- Guillaume Fau, Sarah Saksik, Marie Smouts et Sylvie Tisserand, « L'imprimerie à Lyon au quinzième siècle : un état des lieux », Revue française d'histoire du livre,‎ 2003, p. 118-121 (ISSN 0037-9212)
- Laurent Guillo, Les éditions musicales de la Renaissance lyonnaise, Klincksieck, 3 mai 2000, 494 p. (ISBN 978-2-252-02762-2)[Recension 90]
- Yves Krumenacker, « Le livre religieux à Lyon au seizième siècle (1517-1561) », Bulletin de liaison de l'Association des bibliothèques chrétiennes de France, no 135,‎ novembre 2007, p. 20-31 (ISSN 1773-2565)
- Estelle Leutrat, Les débuts de la gravure sur cuivre en France : Lyon, 1520-1565, Genève, Droz, coll. « Travaux d'Humanisme et Renaissance » (no 428), 2007, 430 p. (ISBN 978-2-600-01096-2, BNF 41109924, présentation en ligne)[Recension 91]
- Raphaële Mouren (dir.), Quid novi ? : Sébastien Gryphe, à l'occasion du quatre cent cinquantième anniversaire de sa mort (actes du colloque, 23 au 25 novembre 2006, Lyon-Villeurbanne), Villeurbanne, ENSSIB, 2008, 536 p. (ISBN 978-2-910227-68-5)[Recension 92]
- Frédéric Saby, « L’illustration des Métamorphoses d’Ovide à Lyon (1510-1512) : la circulation des images entre France et Italie à la Renaissance », Bibliothèque de l'école des chartes, Persée, vol. 158, no 1,‎ 2000, p. 11-26 (DOI 10.3406/bec.2000.451014, lire en ligne)
- Lyse Schwarzfuchs, L'Hébreu dans le livre lyonnais au seizième siècle : inventaire chronologique, Lyon, École normale supérieure de Lyon, 2008, 208 p. (ISBN 978-2-84788-122-6)
- Dominique Varry, « Lyon et les livres », Histoire et civilisation du livre : revue internationale, no 2,‎ 2006 (ISSN 0073-2419)
- Natalie Zemon Davis (trad. de l'anglais), Les cultures du peuple : Rituels, savoirs et résistance au seizième siècle, Paris, Aubier Montaigne, coll. « Collection historique », 1979, 444 p. (ISBN 2-7007-0166-6)
- Natalie Zemon Davis, « Le monde de l'imprimerie humaniste : Lyon », dans Henri-Jean Martin (dir.), Roger Chartier (dir.), Histoire de l'édition Française, vol. 1 : Le Livre conquérant, du Moyen Âge au milieu du dix-septième siècle, Paris, Promodis, 24 juin 1993, 629 p. (ISBN 978-2903181062), p. 423-444

- Série documentaire : Michel Jourde (dir.), « Lyon, Une capitale du livre à la Renaissance », sur Université Ouverte des Humanités, ENS de Lyon, 2015

### Histoire moderne
Cette section développe les ouvrages consacrés au Lyon des dix-septième et dix-huitième siècles. Vu l'importance de la bibliographie consacrée à la période révolutionnaire, une section à part est attribuée à celle-ci.
- Paolo Alatri, « Voltaire et l'archevêque de Lyon », Cahiers d'histoire, t. IV-3,‎ 1959, p. 243-258
- Françoise Bayard, Jacqueline Boucher et Michel Cassant, Henri IV et Lyon : la ville du dix-septième siècle, Lyon, Éditions lyonnaises d'art et d'histoire, 15 septembre 2011, 144 p. (ISBN 978-2-84147-292-5)
- Françoise Bayard, Vivre à Lyon sous l'Ancien Régime, Lyon, Librairie Académique Perrin, 12 septembre 1999, 352 p. (ISBN 978-2-262-01078-2)
- Françoise Bayard, « Le bureau des finances de Lyon aux dix-septième et dix-huitième siècles », Bulletin de la société historique, archéologique et littéraire de Lyon, vol. 27,‎ 1997, p. 117-131 (ISSN 1244-6653)
- Françoise Bayard, « Les Bonvisi, marchands banquiers à Lyon, 1575-1629 », Annales. Économies, Sociétés, Civilisations, vol. 26, no 6,‎ novembre-décembre 1971, p. 1234-1269 (ISSN 1953-8146, lire en ligne)
- Auguste Bleton, L'ancienne fabrique de soierie, Storck, 1897
- Roger Chartier, « L'Académie de Lyon au dix-huitième siècle, 1700-1793 : étude de sociologie culturelle », Histoire et civilisation du livre, Librairie Droz, vol. 2,‎ 1969, p. 131-250 (ISSN 0073-2419, lire en ligne)
- Serge Chassagne, « Une famille de banquiers lyonnais, les Guérin », Bulletin de la Société historique, archéologique et Littéraire de Lyon, vol. XXXI,‎ 2001, p. 67-84 (ISSN 1244-6653)
- Michel Chomarat (dir.), Franc-maçonnerie lyonnaise, les fondements du dix-huitième siècle : journée d'études organisée par le musée Gadagne, Lyon, Musées Gadagne, 2004, 119 p. (ISBN 2-901307-27-2)
- Maurice Garden, Lyon et les Lyonnais au dix-huitième siècle, Paris, Les Belles Lettres, 1970, 772 p. (ISBN 978-2-08-210642-9)[Recension 93].
- Maurice Garden, « Écoles et maîtres : Lyon au dix-huitième siècle », Cahiers d'histoire, vol. 21,‎ 1976, p. 133-156 (ISSN 1777-5264)
- Anne-Marie Gutton, « Le culte du Sacré-Cœur en Lyonnais aux dix-septième et dix-huitième siècles », Cahiers d'histoire, vol. 32, no 1,‎ 1987, p. 27-42 (ISSN 1777-5264)
- Anne-Marie Gutton, Confréries et dévotion sous l'Ancien Régime : Lyonnais, Forez, Beaujolais, Lyon, Éditions lyonnaises d'art et d'histoire, 1993, 127 p. (ISBN 978-2-905230-77-5)
- Georgette de Groër, Réforme et Contre-Réforme en France : le collège de la Trinité au seizième siècle à Lyon, Paris, Publisud, juin 1995, 259 p. (ISBN 978-2-86600-727-0)
- Pierre Grosclaude, La vie intellectuelle à Lyon dans la deuxième moitié du dix-huitième siècle : contribution à l'histoire littéraire de la province, Paris, A. Picard, 1933, 464 p. (OCLC 43262093)[Recension 94].
- Henri Hours, La lutte contre les épizooties et l'école vétérinaire de Lyon au dix-huitième siècle, Paris, Presses universitaires de France, 1957, 95 p. (OCLC 2342925, ASIN B0018176SO)[Recension 95].
- Marie-Félicie Perez et Daniel Ternois, Institut d'histoire de l'art de Lyon, L’œuvre de Soufflot à Lyon : Études et documents, Lyon, Presses universitaires de Lyon (no 21), 1982, 431 p. (ISBN 978-2-7297-0134-5)[Recension 96].
- Henri Jeanblanc, « Charles Démia et l'enseignement primaire au dix-septième siècle », dans Marcel Pacaut (dir.), Mélanges offerts à M. le Doyen André Latreille, Lyon, Audin, coll. « Centre d'histoire du catholicisme (Université Lyon II) », 1972, 623 p. (OCLC 420132636), p. 423-444
- Alice Joly, Un mystique lyonnais et les secrets de la franc-maçonnerie : Jean-Baptiste Willermoz 1730-1824, Paris, Éditions Télètes, 1938, 332 p. (ISBN 978-2-906031-02-9)[Recension 97],[Recension 98].
- Yves Krumenacker, « L'édit de tolérance (1787) à Lyon », Bulletin de la société de l'histoire du protestantisme français, Librairie Droz, vol. 141,‎ janvier 1995, p. 87-95 (ISSN 0037-9050)
- Yves Krumenacker, Des protestants au siècle des Lumières : le modèle lyonnais, Paris, Éditions Honoré Champion, coll. « Vie des huguenots » (no 21), janvier 2002, 358 p. (ISBN 978-2-7453-0533-6, OCLC 875628728)
- Yves Krumenacker, « Les protestants à Lyon au dix-huitième siècle », Bulletin de la Société historique, archéologique et littéraire de Lyon, vol. 31,‎ 2003, p. 85-101 (ISSN 1244-6653)
- Édouard Lejeune, La saga lyonnaise des Gadagne, Lyon, Éditions lyonnaises d'art et d'histoire, 23 mars 2004, 192 p. (ISBN 978-2-84147-153-9)[Recension 99].
- Yann Lignereux, Lyon et le roi : de la “bonne ville” à l'absolutisme municipal (1594-1654), Seyssel, Champ Vallon, coll. « Époques », 15 mars 2003, 928 p. (ISBN 978-2-87673-371-8, présentation en ligne)[Recension 100],[Recension 101].
- Yann Lignereux, « Franchir la Saône à Lyon au milieu du XVIIe siècle », Revue historique, Presses universitaires de France, vol. 652, no 4,‎ 1er décembre 2009, p. 805-829 (ISBN 9782130573135, ISSN 0035-3264, résumé, lire en ligne)
- Yann Lignereux, « L'éloquence des lieux : le pont de Saône à Lyon en 1635 », Histoire urbaine, Société française d'histoire urbaine, vol. n° 3, no 1,‎ 1er juin 2001, p. 103-117 (ISBN 2914350031, ISSN 1628-0482, résumé, lire en ligne)
- Monique Lucenet, Lyon malade de la peste, Palaiseau, Sofédir, janvier 1981, 203 p. (OCLC 465851283, ASIN B0000EA1DY)
- A.-S. des Marches, Armorial des prévôts de marchands et échevins de la ville de Lyon de 1596 à 1789, Chalon-sur-Saône, Presses universitaires de Grenoble, 19 février 2009, 415 p. (ISBN 978-2-7061-1498-4)
- Odile Martin, La conversion protestante à Lyon : 1659-1687, Genève, Librairie Droz, coll. « Hautes Études médiévales et modernes » (no 57), janvier 1986, 310 p. (ISBN 978-2-600-03401-2, présentation en ligne)[Recension 102]
- Sylvie Martin de Vesvrotte, Henriette Pommier et Marie-Félicie Perez, Dictionnaire des graveurs-éditeurs et marchands d'estampes à Lyon aux dix-septième et dix-huitième siècles : Catalogue des pièces retrouvées, Lyon, Presses universitaires de Lyon, coll. « Travaux Humanisme Renaissance », 12 juin 2002, 172 p. (ISBN 978-2-7297-0690-6, présentation en ligne)[Recension 103]
- Yvette Mience, Histoire des postes du Rhône, t. 1 : L'Ancien Régime à Lyon, Lyon, Jacques André, décembre 1997, 486 p. (ISBN 978-2-907922-56-2)
- Anne Montenach, L'économie du quotidien : Espaces et pratiques du commerce alimentaire à Lyon au dix-septième siècle, Grenoble, Presses universitaires de Grenoble, 19 février 2009, 415 p. (ISBN 978-2-7061-1498-4)[Recension 104].
- Thérèse Moyne, Les livres illustrés à Lyon dans le premier tiers du dix-septième siècle, Lyon, Éditions Cent Pages, 1987, 184 p. (ISBN 978-2-906724-02-0, OCLC 489935169)
- Guy Parguez, « Essai sur l'origine lyonnaise d'éditions clandestines de la fin du dix-septième siècle », Nouvelles études lyonnaises,‎ novembre-décembre 1969, p. 93-130 (ISSN 0073-2419)
- Séverine Penlou, Rôles et fonctions de la sculpture religieuse à Lyon de 1850 à 1914 : catalogue des sculpteurs (Thèse de doctorat), Lyon, université Lumière-Lyon-II, juin 2008, 2921 p. (lire en ligne)[6]
- Joseph Picot, Les jésuites à Lyon de 1604 à 1762 : le collège de la très saincte Trinité, Lyon, Éditions aux Arts, 1995, 251 p. (ISBN 978-2-84010-009-6, OCLC 37040188)
- Maria-Anne Privat-Savigny (dir.), Lyon au dix-huitième siècle : Un siècle surprenant !, Lyon, Musée Gadagne et Somogy Éditions d'art, 2012, 319 p. (ISBN 978-2-7572-0580-8)
- Vincent Pussiau, « Lyon et la facture instrumentale aux dix-septième et dix-huitième siècles », Bulletin de la Société historique, archéologique et littéraire de Lyon, vol. XXVII,‎ novembre-décembre 1997, p. 65-93 (ISSN 1244-6653)
- Paul Roudié et Louis Desgraves, « Relations entre les imprimeurs et les libraires de Bordeaux et de Lyon aux seizième et dix-septième siècles », Nouvelles études lyonnaises, Genève, Librairie Droz, histoire et civilisation du livre,‎ 1969, p. 65-78 (ISSN 0073-2419)
- Louis Trénard, Histoire sociale des idées : Lyon, de l'Encyclopédie au préromantisme (Thèse pour le doctorat ès lettres), Grenoble, 1958, 823 p. (OCLC 475866153, ASIN B001BOBU3U)[Recension 105].
- Jean-Louis Tricou, Médailles lyonnaises du quinzième au dix-huitième siècle, Paris, É. Bourgey, 1958, 80 p. (OCLC 458379483, ASIN B001BO5UNQ)[Recension 106].
- Léon Vallas, Un siècle de musique et de théâtre à Lyon 1688-1789, Lyon, P. Masson, 1932, 559 p. (OCLC 77347699, ASIN B0000DXG10)
- Stéphane Van Damme, Le temple de la sagesse : Savoirs, écriture et sociabilité urbaine (Lyon, dix-septième - dix-huitième siècles), Paris, Éditions de l'EHESS, coll. « Civilisations et Société » (no 119), janvier 2005, 514 p. (ISBN 978-2-7132-2021-0)[Recension 107]
- Olivier Zeller, Les recensements lyonnais de 1597 et 1636 : démographie historique et géographie sociale, Lyon, Presses universitaires de Lyon, 1983, 474 p. (ISBN 2-7297-0194-X)
- Olivier Zeller, « Le consulat sous Turgot (1774-1775) », Bulletin de la Société historique, archéologique et Littéraire de Lyon, vol. 31,‎ novembre-décembre 2003, p. 127-152 (ISSN 1244-6653, lire en ligne)
- Olivier Zeller, « Politique frumentaire et rapports sociaux à Lyon 1772-1776 », Histoire, économie et société, Persée, vol. 8, no 2,‎ 1989, p. 249-286 (ISSN 1777-5906, DOI 10.3406/hes.1989.2368, lire en ligne)

#### Période révolutionnaire
- Association "Lyon 93", Le Mémorial de Lyon en 1793 :
  - Lyon 93, Le Mémorial de Lyon en 1793 : Vie, mort et famille des victimes lyonnaises de la Révolution, t. 1 : André Audras, Alexis & Hubert Billet, Lyon, Éditions lyonnaises d'art et d'histoire, coll. « Collection du Bicentenaire de la Révolution française à Lyon », août 1985, 234 p. (ISBN 978-2-905230-02-7)
  - Lyon 93, Le Mémorial de Lyon en 1793 : Vie, mort et famille des victimes lyonnaises de la Révolution, t. 2, Lyon, Éditions lyonnaises d'art et d'histoire, coll. « Collection du Bicentenaire de la Révolution française à Lyon », 1986, 206 p. (ISBN 978-2-905230-06-5)
  - Lyon 93, Le Mémorial de Lyon en 1793 : Vie, mort et famille des victimes lyonnaises de la Révolution, t. 3 : Pierre Fleurdelix & Frédéric Bianchi, Lyon, Éditions lyonnaises d'art et d'histoire, coll. « Collection du Bicentenaire de la Révolution française à Lyon », 1986, 256 p. (ISBN 2905230147 (édité erroné), BNF 35005632)
  - Lyon 93, Le Mémorial de Lyon en 1793 : Vie, mort et famille des victimes lyonnaises de la Révolution, t. 4 : André Barraud, Joseph Bied-Charreton & Michel Pitiot, Lyon, Éditions lyonnaises d'art et d'histoire, coll. « Collection du Bicentenaire de la Révolution française à Lyon », 1988, 287 p. (ISBN 2905230214 (édité erroné), BNF 35005640)
  - Lyon 93, Le Mémorial de Lyon en 1793 : Vie, mort et famille des victimes lyonnaises de la Révolution, t. 5 : Les victimes de la famille Praire, Lyon, Éditions lyonnaises d'art et d'histoire, coll. « Collection du Bicentenaire de la Révolution française à Lyon », 1990, 542 p. (ISBN 2905230391 (édité erroné), BNF 35176027)
  - Lyon 93, Le Mémorial de Lyon en 1793 : Vie, mort et famille des victimes lyonnaises de la Révolution, t. 6 : Jean-Jacques Pascal, Lyon, Éditions lyonnaises d'art et d'histoire, coll. « Collection du Bicentenaire de la Révolution française à Lyon », novembre 1991 (ISBN 978-2-905230-54-6)
  - Lyon 93, Le Mémorial de Lyon en 1793 : Vie, mort et famille des victimes lyonnaises de la Révolution, t. 7 : Mathieu Roiret, Pierre & Benoît Barrieu, Claude-Antoine Billioud, Lyon, Éditions lyonnaises d'art et d'histoire, coll. « Collection du Bicentenaire de la Révolution française à Lyon », novembre 1991, 208 p. (ISBN 2905230674 (édité erroné), BNF 35590943)
  - Lyon 93, Le Mémorial de Lyon en 1793 : Vie, mort et famille des victimes lyonnaises de la Révolution, t. 8 : Jean-Marie et Jean-Matthias Loras, Françoise Michallet, Lyon, Éditions lyonnaises d'art et d'histoire, coll. « Collection du Bicentenaire de la Révolution française à Lyon », septembre 1993, 208 p. (ISBN 978-2-905230-83-6)
  - Lyon 93, Le Mémorial de Lyon en 1793 : Vie, mort et famille des victimes lyonnaises de la Révolution, t. 9 : Louis de Leusse, Lyon, Éditions lyonnaises d'art et d'histoire, coll. « Collection du Bicentenaire de la Révolution française à Lyon » (ISBN 978-2-905230-54-6)
  - Lyon 93, Le Mémorial de Lyon en 1793 : Vie, mort et famille des victimes lyonnaises de la Révolution, t. 10 : Les familles Millanois et Regnauld de Bellescize, Lyon, Éditions lyonnaises d'art et d'histoire, coll. « Collection du Bicentenaire de la Révolution française à Lyon », janvier 1994, 664 p. (ISBN 2-84147-030-X)
  - Lyon 93, Le Mémorial de Lyon en 1793 : Vie, mort et famille des victimes lyonnaises de la Révolution, t. 11 : Les familles Gaultier et Montellier, Lyon, Éditions lyonnaises d'art et d'histoire, coll. « Collection du Bicentenaire de la Révolution française à Lyon », mai 1995, 414 p. (ISBN 978-2-84147-010-5)
  - Lyon 93, Le Mémorial de Lyon en 1793 : Vie, mort et famille des victimes lyonnaises de la Révolution, t. 12 : Famille Fichet, Lyon, Éditions lyonnaises d'art et d'histoire, coll. « Collection du Bicentenaire de la Révolution française à Lyon », mars 1996 (ISBN 978-2-84147-032-7)
  - Lyon 93, Le Mémorial de Lyon en 1793 : Vie, mort et famille des victimes lyonnaises de la Révolution, t. 13 : Familles Chaix et Giraud, Lyon, Éditions lyonnaises d'art et d'histoire, coll. « Collection du Bicentenaire de la Révolution française à Lyon », 1997, 482 p. (ISBN 2-84147-055-5)
  - Lyon 93, Le Mémorial de Lyon en 1793 : Vie, mort et famille des victimes lyonnaises de la Révolution, t. 16 : Famille Fourgon de Maisonforte, Lyon, Éditions lyonnaises d'art et d'histoire, coll. « Collection du Bicentenaire de la Révolution française à Lyon », 2004, 566 p. (ISBN 2-84147-157-8)
  - Lyon 93, Le Mémorial de Lyon en 1793 : Vie, mort et famille des victimes lyonnaises de la Révolution, t. 17 : Famille Méaudre, Lyon, Éditions lyonnaises d'art et d'histoire, coll. « Collection du Bicentenaire de la Révolution française à Lyon », 420 p. (ISBN 978-2-84147-164-5 et 2-84147-164-0)
  - Lyon 93, Le Mémorial de Lyon en 1793 : Vie, mort et famille des victimes lyonnaises de la Révolution, t. 18 : Famille Clapperon de Milieu, Lyon, Éditions lyonnaises d'art et d'histoire, coll. « Collection du Bicentenaire de la Révolution française à Lyon », 1986, 300 p. (ISBN 978-2-84147-172-0 et 2-84147-172-1)
- Amable Audin, La Conspiration lyonnaise de 1790 et le drame de Poleymieux, Lyon, Éditions lyonnaises d'art et d'histoire, coll. « Collection du Bicentenaire de la Révolution française à Lyon » (no 1), 1984, 142 p. (ISBN 2-905230-00-2, BNF 36619702)
- Alphonse Balleydier, Histoire politique et militaire du peuple de Lyon pendant la Révolution française, 1789-1795, L. Curmer libraire-éditeur, Lyon,  1845, tome 1, Martinon libraire-éditeur, Paris, 1846 tome 2, 1846, tome 3
- Bruno Benoit et Roland Saussac, Guide historique de la Révolution à Lyon : 1789-1799, Lyon, Éditions de Trévoux, 1988, 190 p. (ISBN 2-85698-043-0, BNF 36633132)
- Agnès Boucaud-Maître, « Église et Révolution dans le diocèse de Lyon », dans Gilles Bollenot, Religions, Églises et droit : actes des journées d'études, Saint-Étienne, Université Jean Monnet Saint-Étienne, 1990, 343 p. (ISBN 9782862720159, lire en ligne)
- Michel Briard, 1793, Le siège de Lyon : Entre mythes et réalités, Clermont-Ferrand, Lemme edit, coll. « Illustoria / Histoire Moderne » (no 2), 2013, 115 p. (ISBN 978-2-917575-36-9)
- Paul Chopelin, Ville patriote et ville martyre : Lyon, l'Église et la Révolution, 1788-1805, Paris, Letouzey & Ané, coll. « Mémoire chrétienne au présent » (no 6), 2010, 463 p. (ISBN 978-2-7063-0270-1)
- Dominique Dessertine, Divorcer à Lyon sous la Révolution et l'Empire, t. 18 : Famille Clapperon de Milieu, Lyon, Presses universitaires de Lyon, coll. « Collection du Bicentenaire de la Révolution française à Lyon », 1981, 387 p. (ISBN 978-2-7297-0108-6, OCLC 845106107)[Recension 108]
- François-Amédée Doppet, Éclaircissements sur la fuite, l'arrestation et la mort des fuyards de Lyon, lors de l'entrée de l'armée de la république dans cette ville rebelle, Lyon, Vatar-Delaroche, 1793, 7 p. (ASIN B001CB30LM)
- Louis Dussieux, « Siège de Lyon — sortie », Revue du Lyonnais, t. VIII,‎ 1838, p. 246-250 (lire en ligne)
- Georges Eynard (préf. Pierre Savinel), Joseph Chalier : bourreau ou martyr, 1747-1793, Lyon, Éditions lyonnaises d'art et d'histoire, coll. « Collection du Bicentenaire de la Révolution française à Lyon » (no 8), 1987, 220 p. (ISBN 2-905230-15-0, ISSN 0298-9336, OCLC 20170532, BNF 34911251)
- Paul Feuga, Hôtel de ville de Lyon : l'hôtel commun et les municipalités lyonnaises, 1789-1795, Lyon, Éditions lyonnaises d'art et d'histoire, coll. « Collection du bicentenaire de la Révolution française à Lyon » (no 4), 1985, 228 p. (ISBN 2-905230-03-7, BNF 34915674)
- Renée Fuoc, La Réaction thermidorienne à Lyon, 1795, Vaulx-en-Velin, Vive 89 Rhône, 1989, 2e éd. (1re éd. 1957), 223 p. (ISBN 2-85792-069-5, BNF 35024666)
- Jacques Linsolas, L'Église clandestine de Lyon pendant la Révolution, vol. 1 : 1789-1794 : résistance, siège, Terreur, Lyon, Édition lyonnaises d'art et d'histoire, coll. « Collection du bicentenaire de la Révolution française à Lyon » (no 2), 1985, 291 p. (ISBN 2-905230-01-0, BNF 36624319)
- Jacques Linsolas, L'Église clandestine de Lyon pendant la Révolution, vol. 2 : 1794-1799 : missions, séminaires, communautés religieuses, Lyon, Édition lyonnaises d'art et d'histoire, coll. « Collection du bicentenaire de la Révolution française à Lyon » (no 9), 1987, 315 p. (ISBN 2-905230-01-0, BNF 36633824)
- (ja-Latn) Takashi Koi, Lyon no France kakumei – jiyu ka byoudou ka [« La Révolution française à Lyon. Liberté ou Égalité »], Tokyo, Rikkyo University Press, 2006, 729 p. (ISBN 4-901988-07-7)
- Jacques Pernetti, Recherches pour servir à l'histoire de Lyon, ou Les Lyonnois dignes de mémoire, chez les frères Duplain libraires, Lyon 1757 tome 1, tome 2
- Louis François Perrin de Précy, Sortie des lyonnais et retraite du général Précy, racontées par lui-même : historique de sa retraite: dans les montagnes du Forez, après le siége de Lyon, Lyon, Léon Boitel, 1847, 62 p. (ISBN 978-2-01-295355-0, BNF bpt6k62276363, lire en ligne)
- Jacqueline Rambaud, La question religieuse dans le diocèse de Lyon sous la Révolution, Lyon, Archives départementales du Rhône, 1992, 147 p. (ISBN 2-86069-009-3, BNF 36663175)
- Roland Saussac, Collèges de Lyon, Institut de Lyon et École centrale du département du Rhône de 1789 à 1803, Brignais, Édition des Traboules, 2004, 337 p. (ISBN 2-911491-37-8, BNF 39287932)
- Côme Simien, Les massacres de septembre 1792 à Lyon, Lyon, Aléas, 2011, 239 p. (ISBN 978-2-84301-318-8, BNF 42491874)[Recension 109],[Recension 110]
- Louis Trenard, La Révolution française dans la région Rhône-Alpes, Paris, Perrin, 1992, 819 p. (ISBN 2-262-00826-4, BNF 35529787)
- Anne-Marie Vurpas et Jacques Filleul, Les Chansons lyonnaises à l'époque révolutionnaire, Lyon, Éditions lyonnaises d'art et d'histoire (no 1), 1987, 238 p. (ISBN 978-2-905230-17-1, OCLC 419961553)

### Histoire contemporaine
Cette section rassemble la bibliographie concernant Lyon depuis 1800 ; deux sections particulières permettent de traiter la bibliographie spécifique à la soierie lyonnaise, d'une part (même si cette dernière n'est pas limitée dans le temps aux dix-neuvième et vingtième siècles, il faut reconnaître que c'est surtout cette période, ayant été celle du plus grand développement de l'industrie soyeuse, qui a fait l'objet d'études) ; et la Seconde Guerre mondiale, d'autre part.
- L’intelligence d’une ville : Vie culturelle et intellectuelle à Lyon entre 1945 et 1975 :
  - Catherine Goffaux-H., Sylvie Beauchière et Michelle Zancarini-Fournel (dir.), L’intelligence d’une ville, vie culturelle et intellectuelle à Lyon entre 1945 et 1975 : actes des rencontres proposées les jeudi 2 et vendredi 3 juin 2005 par la Bibliothèque municipale de Lyon, La Part-Dieu, Lyon, Bibliothèque municipale de Lyon, 2006, 309 p. (ISBN 2-900297-23-0, lire en ligne)
  - Catherine Goffaux-H., Philippe Videlier et Michelle Zancarini-Fournel (dir.), L’intelligence d’une ville, vie culturelle et intellectuelle à Lyon entre 1945 et 1975 : Mai-Juin 68 à Lyon (Actes de la rencontre proposée le samedi 26 avril 2008 par la Bibliothèque municipale de Lyon, La Part-Dieu), Lyon, Bibliothèque municipale de Lyon, 2008, 184 p. (ISBN 978-2-900297-27-8 et 2-900297-27-3, lire en ligne)
  - Catherine Goffaux-H. et Michelle Zancarini-Fournel (dir.), L’intelligence d’une ville, vie culturelle et intellectuelle à Lyon entre 1945 et 1975 : la guerre d'Algérie à Lyon (Actes de la rencontre proposée le samedi 27 septembre 2008 par la Bibliothèque municipale de Lyon, La Part-Dieu), Lyon, Bibliothèque municipale de Lyon, 2009, 55 p. (ISBN 978-2-900297-28-5)
- L'Agglomération lyonnaise : recensement 1990 : données, typologies, analyses, Lyon, Agence d'urbanisme de Lyon, 1992, 341 p. (OCLC 409124677)
- Géraldine Prompt, « Le renouvellement des élites municipales à Lyon : 1935-1953 », Rives nord-méditerranéennes, no 1,‎ 1998, p. 39-52 (lire en ligne)
- André Allix, « À propos des inondations de mars 1930. La leçon du Midi pour la vallée du Rhône », Les Études rhodaniennes, Persée, vol. 6, no 2,‎ 1930, p. 117-130 (DOI 10.3406/geoca.1930.6312, lire en ligne) ;
- Bernadette Angleraud et Catherine Pellissier, Les dynasties lyonnaises : Des Morin-Pons aux Mérieux du dix-neuvième siècle à nos jours, Paris, Perrin, 2003, 830 p. (ISBN 2-262-01196-6, BNF 39094071)
- Bernadette Angleraud, Les boulangers lyonnais aux dix-neuvième et vingtième siècles, Paris, Éditions Christian, coll. « Vivre l'histoire », janvier 2008, 190 p. (ISBN 978-2-86496-070-6)[Recension 111].
- Bernadette Angleraud, Lyon et ses pauvres : Des oeuvres de charité aux assurances sociales ; 1800-1939, Paris, L'Harmattan, coll. « L'histoire du social », 2011, 340 p. (ISBN 978-2-296-56508-1)
- J Archer, « La naissance de la Troisième République à Lyon : 4-5 septembre 1870 », Cahiers d'histoire,‎ 1971, p. 5-28
- Catherine Arlaud (dir.) et Dominique Bertin (dir.), « De la rue Impériale à la rue de la République : archéologie, création et rénovation urbaines », Les dossiers des Archives municipales, Archives municipales de Lyon, vol. 2,‎ 1991, p. 1-85 (ISBN 2-908949-02-4, ISSN 1159-3644)
- Claire Auzias et Annik Houel, La grève des ovalistes : Lyon, juin-juillet 1869, Paris, Payot, coll. « Bibliothèque historique », mai 1982, 182 p. (ISBN 978-2-228-27400-5)
- Bruno Benoit, L'identité politique de Lyon : entre violences collectives et mémoire des élites, 1786-1905, Paris, Éditions L'Harmattan, coll. « Chemins de la mémoire », 3 mai 2000, 242 p. (ISBN 978-2-7384-7465-0)[Recension 112],[Recension 113].
- Bruno Benoit (dir.) et Mathias Bernard (dir.), Le maire et la ville dans la France contemporaine, Clermont-Ferrand, Presses universitaires Blaise Pascal, coll. « Histoires croisées », 2012, 365 p. (ISBN 978-2-84516-542-7, BNF 42783167)
- Dominique Bertin et Nathalie Mathian, Lyon : silhouettes d'une ville recomposée : architecture et urbanisme, 1789-1914, Lyon, Éditions Lyonnaises d'Art et d'Histoire, 15 décembre 2008, 360 p. (ISBN 978-2-84147-199-7, OCLC 316301567) ;
- Dominique Bertin, « Lyon 1853-1859 : l'ouverture de la rue impériale », Revue de l'Art, Persée, vol. 106, no 1,‎ 1994, p. 50-58 (DOI 10.3406/rvart.1994.348173, lire en ligne)
- Guy Borgé, Marjorie Borgé et René Clavaud, Les transports à Lyon : du tram au métro, Lyon, Éditions Jean Honoré, décembre 1984, 179 p. (ISBN 978-2-903460-08-2)
- Alain Bouchet (dir.), René Mornez et Danielle Gimenez, Les Hospices civils de Lyon : Histoire de leurs hôpitaux, Lyon, Éditions lyonnaises d'Art et d'Histoire, 2003, 2e éd., 208 p. (ISBN 2-84147-131-4)
- Guy Brunet, Aux marges de la famille et de la société : Filles-mères et enfants assistés à Lyon au dix-neuvième siècle, Paris, L'Harmattan, coll. « Villes, histoire, culture, société : nouvelle série », 2008, 246 p. (ISBN 978-2-296-05605-3, BNF 41268610)[Recension 114]
- Gérard Bruyère, Sylvie Ramond et Léna Widerkehr, Le temps de la peinture : Lyon 1800-1914, Lyon, Fage, 2007, 335 p. (ISBN 978-2-84975-101-5, BNF 41073771)
- Jérome Caviglia, Histoire du 8 décembre : des origines à la séparation de l'Église et de l'État, Châtillon-sur-Chalaronne, La Taillanderie, 2004, 221 p. (ISBN 2-87629-296-3)
- Pierre Cayez et Serge Chassagne, Lyon et le lyonnais, Paris, A. et J. Picard / Cénomane, coll. « Les patrons du Second Empire » (no 9), 2006, 287 p. (ISBN 978-2-7084-0790-9, BNF 40981557)[Recension 115]
- Paul Chopelin (dir.) et Jean-Dominique Durand (dir.), Le cardinal Joseph Fesch, archevêque de Lyon : Nouvelles études, Musées Gadagne - Silvana Editoriale, coll. « Journées d'études des Musées Gadagne », 2015, 93 p. (ISBN 978-2-901307-39-6)
- André Combes, Histoire de la Franc-Maçonnerie à Lyon : des origines à nos jours, Lyon, Éditions des Traboules, 2006, 527 p. (ISBN 2-911491-79-3, BNF 40129255)
- Jacques Comby (direction) et Emmanuelle Romanet-Da Fonseca (collaboration), Peurs dans la ville : Urbanisme et sécurité dans l'agglomération lyonnaise, dix-neuvième - vingt-et-unième siècle, Rennes, Presses universitaires de Rennes, coll. « Espace et territoires », 2015, 272 p. (ISBN 978-2-7535-3997-6, OCLC 913232268)
- Bruno Dumons, Gilles Pollet et Pierre-Yves Saunier, Les élites municipales sous la Troisième République : des villes du Sud-Est de la France, Paris, CNRS Éditions, coll. « CNRS histoire. Histoire contemporaine », 1997, 210 p. (ISBN 2-271-05527-X, BNF 36701458)
- Jean-Dominique Durand (dir.), Bernard Comte, Bernard Delpal, Régis Ladous, Claude Prudhomme et Albert Decourtray, Cent ans de catholicisme social à Lyon et en Rhône-Alpes : la postérité de Rerum Novarum, Ivry-sur-Seine, Éditions ouvrières, coll. « Églises, sociétés », 3 juillet 1992, 566 p. (ISBN 978-2-7082-2954-9)[Recension 116].
- Yannick Essertel, L'aventure missionnaire lyonnaise 1815-1962 : de Pauline Jaricot à Jules Monchanin, Paris, Cerf, coll. « Terres de mission », 2001, 427 p. (ISBN 2-204-06454-8, BNF 37711938)
- Éric Favre, Les grands prix automobile de Lyon : organisés par l'Automobile Club de France et l'Automobile Club du Rhône, SEPEC, 2014, 303 p. (ISBN 978-2-7466-6879-9)
- Robert de Fragny, 50 ans de vie culturelle à Lyon, Lyon, SME - Résonances, 1982, 183 p.
- Jean-René Gaborit (dir.) et Catherine Pellissier, « Collections et collectionneurs à Lyon au dix-neuvième siècle », dans Mécènes et collectionneurs : actes du cent vingt-et-unième Congrès national des sociétés historiques et scientifiques, Nice, 26-31 octobre 1996, vol. 2 : Lyon et le Midi de la France, Paris, CTHS, 1999, 283 p. (ISBN 2-7355-0408-5, BNF 37073142), p. 105-118
- Bernard Gauthiez, Lyon, entre Bellecour et Terreaux : urbanisme et architecture au dix-neuvième siècle, Lyon, Éditions Lyonnaises d'Art et d'Histoire, 1999, 132 p. (ISBN 978-2-84147-067-9)[Recension 117]
- Christian Legrand, Krzystof Pawlowski et Bruno Voisin, Le Logement populaire et social en lyonnais : 1848-2000, Lyon, Éditions Aux Arts, janvier 2002, 486 p. (ISBN 978-2-84010-044-7)
- Pierre Léon, Géographie de la fortune et structures sociales à Lyon au dix-neuvième siècle (1815-1914), Lyon, Université Lyon-II, Centre d'histoire économique et sociale de la région lyonnaise, 1974, 440 p. (BNF 34562007)
- Bruno Lépine, Empreintes de maires, Lyon, EMCC, coll. « Des hommes qui racontent l'Histoire », 2012, 96 p. (ISBN 978-2-35740-152-5, BNF 43612836)
- Yves Lequin, Les ouvriers de la région lyonnaise : 1848-1914 (Volume I : La formation de la classe ouvrière régionale. Volume 2 : Les intérêts de classe et la république), Lyon, Presses universitaires de Lyon, 1977, 573+500 (ISBN 978-2-7297-0006-5)[Recension 118]
- Michel Loude, Les très riches “heures” de Mme Grignon-Faintrenie : “prêtresse d'avant-garde dans une ville de tradition” ou La vie culturelle à Lyon au temps d'Édouard Herriot et de Louis Pradel, Lyon, Éditions Lyonnaises d'Art et d'Histoire, 2002, 188 p. (ISBN 978-2-84147-137-9, OCLC 492209918)
- Maurice Moissonnier, La Première Internationale et la Commune à Lyon : 1865-1871, spontanéisme, complots et luttes réelles, Paris, Éditions sociales, 1972, 402 p. (BNF 35319360)
- Noël Mongereau (dir.), Académie des sciences, belles-lettres et arts de Lyon, Lyon du vingtième au vingt-et-unième siècle, Lyon, Éditions lyonnaises d'art et d'histoire, 2000, 299 p. (ISBN 978-2-84147-096-9, OCLC 408509699)
- Xavier de Montclos (dir.), Jean-Marie Mayeur et Yves-Marie Hilaire, Dictionnaire du monde religieux dans la France contemporaine, t. 6 : Lyon — Le Lyonnais — Le Beaujolais, Lyon, Éditions Beauchesne, 1994, 543 p. (ISBN 978-2-7010-1305-3)[Recension 119]
- Louis Muron, Édouard Herriot : 1872-1957, Lyon, Presses universitaires de Lyon, mars 1997, 271 p. (ISBN 978-2-7297-0575-6)
- Régis Neyret, « Du monument isolé au "tout patrimoine" », Géocarrefour, Association des amis de la Revue de Géographie de Lyon, no vol. 79/3,‎ 1er juillet 2004, p. 231-237 (ISSN 1627-4873, lire en ligne)
- Jean-Luc de Ochandiano, Lyon, un chantier limousin : les maçons migrants (1848-1940), Lyon, Éditions Lieux Dits, coll. « Histoire urbaine », 2008, 274 p. (ISBN 978-2-36219-044-5)[Recension 120],[Recension 121]
- Jean-Luc de Ochandiano et Nuria Pastor Martinez (Collaboration), Lyon à l'italienne : deux siècles de présence italienne dans l'agglomération lyonnaise, Lyon, Lieux dits, 2013, 272 p. (ISBN 978-2-36219-076-6, BNF 43666946)[Recension 122]
- Renaud Payre (dir.), Lyon ville internationale : La métropole lyonnaise à l'assaut de la scène internationale, 1914-2013, Lyon, Pinel, 2013, 287 p. (ISBN 978-2-917659-28-1)
- Catherine Pellissier, La vie privée des notables lyonnais au dix-neuvième siècle, Lyon, Éditions lyonnaise d'art et d'histoire, 1996, 240 p. (ISBN 2-84147-027-X, BNF 35816673)[Recension 123]
- Catherine Pellissier, « Les pratiques sportives des élites lyonnaises au dix-neuvième siècle », dans Jeux et sports dans l'Histoire : Pratiques sportives, t. 2, Paris, CTHS, 1992, 397 p. (OCLC 408144437, BNF 36687894), p. 103-117
- Catherine Pellissier, « La médicalisation des élites lyonnaises au dix-neuvième siècle », Revue d'histoire moderne et contemporaine, vol. 43, no 4,‎ 1996, p. 652-671 (ISSN 0048-8003, lire en ligne)
- Jean-Luc Pinol, Les mobilités de la grande ville : Lyon, fin dix-neuvième - début vingtième siècle, Paris, Les Presses de Sciences Po, coll. « Questions internationales », janvier 1991, 431 p. (ISBN 978-2-7246-0597-6)[Recension 124]
- Jean-Luc Pinol, « Les élites dans deux villes provinciales (Lyon et Strasbourg des années 1870 aux années 1930) », dans Claude Petitfrère (dir.), Construction, reproduction et représentation des patriciats urbains, de l’Antiquité au XXe siècle, actes du colloque de Tours, 7-9 septembre 1998, Tours, Université François-Rabelais, coll. « Centre d'histoire de la ville moderne et contemporaine », 1999, 570 p. (ISBN 2-908949-18-0, ISSN 1159-3644, lire en ligne), p. 187-197[Recension 125] ;
- Bernard Poche, Une culture autre : la littérature à Lyon, 1890-1914, Paris, l'Harmattan, coll. « Espaces littéraires », 2010, 719 p. (ISBN 978-2-296-11807-2)
- Christian Ponson, Les catholiques lyonnais et la “Chronique sociale” : 1892-1914, Lyon, Presses universitaires de Lyon, septembre 1998, 379 p. (ISBN 978-2-7297-0042-3)[Recension 126]
- Florent Prieur, « Une ville en ordre : l'étatisation de la police lyonnaise (1848-1862) », Histoire urbaine, Société française d'histoire urbaine, vol. 6, no 2,‎ 1er juin 2002, p. 87-113 (ISBN 2914350066, ISSN 1628-0482, résumé, lire en ligne)
- Jean-Philippe Rey, Administrer Lyon sous Napoléon, Villefranche-sur-Saône, Éditions du Poutan, 5 décembre 2012, 347 p. (ISBN 978-2-918607-25-0)[Recension 127]
- José Rivet, Les œuvres de charité et les établissements d'enseignements libres de 1789 à 1945 : Thèse de doctorat / Histoire - Régime juridique actuel - Réalisations lyonnaises, Lyon, Imprimerie des missions africaines, 1945, 295 p. (OCLC 491443783)
- Marcel Ruby (dir.), François Bilange, Jean Butin, Louis Muron et Laurent Sauzay, Lyon radicale : un siècle de maires radicaux 1872-1976, Lyon, Éditions lyonnaises d'art et d'histoire, 2001, 191 p. (ISBN 978-2-84147-107-2, OCLC 84822005)
- Pierre-Yves Saunier, « La territorialisation des terroirs : identité locale, pensée politique et action municipale à Lyon aux dix-neuvième et vingtième siècles », dans Gouvernement local et politiques urbaines ; Actes du colloque international de Grenoble, 2-3 février 1993. Textes réunis et présentés par Sylvie Biarez et Jean-Yves Nevers, Grenoble, CNRS - CERAT, Centre de recherche sur le politique, l'administration et le territoire, 1993, 559 p. (ISBN 2-902360-10-X, BNF 35692979), p. 285-301
- Pierre-Yves Saunier, « L'église et l'espace de la grande ville au dix-neuvième siècle : Lyon et ses paroisses », Revue historique, Presses universitaires de France, t. CCLXXXVIII (288), no 2,‎ 1991, p. 322-348 (ISSN 0035-3264, lire en ligne, consulté le 3 novembre 2014)
- Pierre-Yves Saunier, L'esprit lyonnais dix-neuvième : vingtième siècles : genèse d'une représentation sociale, Paris, CNRS, coll. « Espaces et milieux », 1995, 233 p. (ISBN 2-271-05188-6, BNF 35791266) ;
- Pierre-Yves Saunier, Lyon au XIXe siècle : les espaces d'une cité, Lyon, université Lumière-Lyon-II, 1992, 1279 p. (lire en ligne) ;
- Laurent Sauzay, Louis Pradel, maire de Lyon : Voyage au cœur du pouvoir municipal, Lyon, Éditions lyonnaises d'art et d'histoire, 1998, 270 p. (ISBN 2-84147-074-1, BNF 37004403)
- Laura S. Strumingher, « Mythe et réalités de la condition féminine à travers la presse féministe lyonnaise des années 1830 », Cahiers d'histoire, vol. 21, nos 1-2,‎ 1976, p. 409-424 (ISSN 1777-5264)
- André Voirin, « L'anarchisme à Lyon : de Cyvoct à Casrio », Cahiers de Rhône 89, Études historiques sur Lyon et le département du Rhône, no 17,‎ 1995, p. 18-26 (ISSN 0937-7743)
- Ronald Zins, 1814, l’armée de Lyon ultime espoir de Napoléon, Massieux, Éditions Horace Cardon, mai 1998, 351 p. (ISBN 978-2-913020-00-9)[Recension 128].
- Ronald Zins, L’armée des Alpes et les Cent-Jours à Lyon, Reyrieux, Éditions Horace Cardon, mai 2003, 447 p. (ISBN 978-2-913020-02-3)[Recension 129]
- Ronald Zins (dir.), Lyon et Napoléon, Dijon, Éditions Faton, 2005, 287 p. (ISBN 2-87844-071-4)
- Ronald Zins (dir.), Lyon sous le Consulat et l'Empire : actes du colloque de Lyon, 15-16 avril 2005, Reyrieux, Éditions Horace Cardon, janvier 2007, 300 p. (ISBN 978-2-913020-03-0 et 2-913020-03-8)
- Ronald Zins, 1814, la bataille de Limonest et la chute de Lyon, Reyrieux, Éditions Horace Cardon, janvier 2014, 54 p. (ISBN 978-2-913020-07-8)
- Ronald Zins, 1805, un séjour de Napoléon à Lyon, Reyrieux, Éditions Horace Cardon, 2015, 70 p. (ISBN 978-2-913020-08-5, BNF 44362596)

#### Histoire des canuts et de la soierie lyonnaise
- Anne Favot, Le Bonheur des canuts : le foyer de l'ouvrier en soie à Lyon au dix-huitième siècle (1750-1790) (thèse de troisième cycle dirigée par Pierre Chaunu), Université Paris IV, 1985, 262 p.
- Anne Favot, « Le bonheur des canuts ou le bonheur des humbles », Histoire, économie et société, Persée, vol. 5, no 2,‎ 1986, p. 217-221 (ISSN 1777-5906, DOI 10.3406/hes.1986.1424, lire en ligne)
- Ludovic Frobert, Les canuts, ou la démocratie turbulente : Lyon 1831-1834, Paris, Éditions Tallandier, coll. « L'Histoire », 10 septembre 2009, 224 p. (ISBN 978-2-84734-570-4)[Recension 130]
- Ludovic Frobert (dir.), L’Écho de la fabrique : naissance de la presse ouvrière à Lyon, 1831-1834, Lyon, École normale supérieure de Lyon, coll. « Institut d'Histoire du Livre », septembre 2010, 368 p. (ISBN 978-2-84788-207-0)[Recension 131]
- Ludovic Frobert (dir.), Archives de soie : Fabrique et insurrections à Lyon au début des années 1830, Milan, SilvanaEditoriale, coll. « Journées d'étude des musées Gadagne », 2014, 156 p. (ISBN 978-88-366-2599-4, OCLC 898468897)
- Jean-François Klein, « La Société de géographie de Lyon : pour la Croix et la Soie ? (1873-1908) », dans Pierre Singaravélou, L’Empire des géographes : Géographie, exploration et colonisation (dix-neuvième - vingtième siècles), Paris, Éditions Belin, coll. « Mappemonde », 8 avril 2008, 287 p. (ISBN 978-2701146775), p. 94-111[Recension 132],[Recension 133]
- Jean-François Klein, « Natalis Rondot (1821-1900), un « technologue » libéral de la laine au service des Soyeux », dans René Favier, Gérard Gayot, Jean-François Klein, Didier Terrier & Denis Woronoff, Tisser l'histoire : L'industrie et ses patrons, seizième - vingtième siècles - Mélanges offerts à Serge Chassagne, Valenciennes, Presses universitaires de Valenciennes, coll. « Mappemonde », 18 mars 2009, 424 p. (ISBN 978-2905725516), p. 207-220[Recension 134]
- Maurice Moissonnier, Les Canuts : vivre en travaillant ou mourir en combattant, Paris, Messidor - Éditions sociales, coll. « Histoire », 1988, 4e éd. (1re éd. 1958), 202 p. (ISBN 2-209-06036-2, BNF 34991729)
- Bernard Plessy et Louis Challet, La vie quotidienne des canuts : passementiers et moulinières au dix-neuvième siècle, Paris, Hachette, coll. « Institut d'Histoire du Livre », 7 octobre 1987, 285 p. (ISBN 978-2-01-010782-5, OCLC 258609987)
- Henriette Pommier (dir.), Christian Roupioz et Martine Villelongue, Soierie lyonnaise : 1850-1940, Paris, Éditions du CNRS, 1980, 72 p. (ISBN 978-2-222-02764-5)
- Fernand Rude, L'insurrection lyonnaise de novembre 1831 : le mouvement ouvrier à Lyon de 1827-1832, Paris, Éditions Anthropos, 1969 (ASIN B002DQPDAQ)[Recension 135]
- Fernand Rude et Ludovic Frobert (postface), Les révoltes des Canuts : 1831-1834, Paris, La Découverte, coll. « La Découverte-poche. Sciences humaines et sociales », 2007, 3e éd. (1re éd. 1982), 220 p. (ISBN 978-2-7071-5290-9, BNF 41105359)

#### Seconde Guerre mondiale
- Nicole Amidieu-Michaud, La Croix-Rouge française de Lyon pendant la guerre : 1940/41-1945..., Lyon, Bellier, 2011, 294 p. (ISBN 978-2-84631-257-8)
- Henri Amoretti, Lyon capitale : 1940-1944, Paris, France-Empire, 1974 (1re éd. 1964), 420 p. (BNF 34560259)
- Bernard Aulas, Vie et mort des Lyonnais en guerre : 1939-1945, Roanne, Horvath, 1974, 281 p. (ISBN 2-7171-0002-4)
- Isabelle von Bueltzingsloewen, Laurent Douzou, Jean-Dominique Durand, Hervé Joly et Jean Solchany, Lyon dans la Seconde guerre mondiale : villes et métropoles à l'épreuve du conflit, Renees, Presses universitaires de Rennes, coll. « Histoire », 2016, 361 p. (ISBN 978-2-7535-4359-1, BNF 44499152)[7]
- Gérard Chauvy, Lyon 1940-1947 : l’Occupation, la Libération, l'épuration, Paris, Librairie académique Perrin, 2004, 391 p. (ISBN 978-2-262-01998-3, OCLC 56489491)
- André Courvoisier, Le réseau Heckler : De Lyon à Londres, Paris, France-Empire, 1984, 299 p. (ISBN 2-7048-0342-0)
- Laurent Douzou (dir.), Bénédicte Gavand, Anne-Claire Janier-Malnoury et Jean-Marie Chanon, Voler les Juifs : Lyon, 1940-1945, Paris, Hachette Littératures, 2003, 340 p. (ISBN 2-01-235613-3)
- Laurent Douzou, Lucie Aubrac, Paris, Perrin, coll. « Tempus » (no 432), 2012 (1re éd. 2009), 345 p. (ISBN 978-2-262-03832-8, BNF 42597693)
- Régis Le Mer, Imprimeurs clandestins à Lyon et aux alentours (1940-1944), Lyon, Mémoire active, 2014, 171 p. (ISBN 978-2-908185-41-6 et 2-908185-41-5)
- François Lescel, Objectif Lyon, Sainte-Catherine, DG Communication, coll. « L'Histoire proche », 2004, 317 p. (ISBN 2-9510493-2-3, BNF 37223426)
- Bernadette Lespinard, « 1939-1945 : la vie musicale à Lyon entre tradition et innovation », Recherches, Armand Colin,‎ 6 janvier 2016, p. 127-138 (ISBN 9782200275921, résumé, lire en ligne)
- Bruno Permezel (dir.), Montluc, antichambre de l'inconnu : 1942-1944, Lyon, BGA Permezel, 19 décembre 1999, 340 p. (ISBN 978-2-909929-09-5, OCLC 408772884)
- Bruno Permezel, Résistants à Lyon, Villeurbanne et aux alentours : 2824 engagements, Lyon, BGA Permezel, novembre 2003, 740 p. (ISBN 978-2-909992-91-4)
- Marcel Ruby, La Résistance chrétienne à Lyon, Lyon, Centre régional de documentation pédagogique, 1971, 134 p. (ASIN B0014M8MNU)
- Marcel Ruby, Mémorial du Coq Enchaîné, Lyon, Centre régional de documentation pédagogique, 1976, 84 p. (OCLC 641829411)
- Marcel Ruby, Guerre et Presse : cahiers de la Commission d'histoire de la guerre, Lyon, Éditions l'Hermès, 1979, 84 p. (ASIN B0014L2764)
- Marcel Ruby, La Résistance à Lyon : 19 juin 1940 - 3 septembre 1944, Lyon, Éditions l'Hermès, 1979, 1054 p., 2 vol. (ISBN 978-2-85934-075-9)[8]
- Marcel Ruby, Klaus Barbie : de Montluc à Montluc, Lyon, Éditions l'Hermès, 1983, 263 p. (ISBN 978-2-85934-118-3)
- Marcel Ruby, La Guerre secrète. Les réseaux Buckmaster, Lyon, Éditions France-Empire, 1985, 275 p. (ISBN 978-2-7048-0448-1)
- Marcel Ruby, La libération de Lyon, Limonest, compo System, coll. « Cahiers d'histoire de la guerre » (no 11), 1985, 96 p.
- Marcel Ruby, Résistance et contre-résistance à Lyon et en Rhône-Alpes, Lyon, Horvath, 1995, 731 p. (ISBN 978-2-7171-0882-8)
- Marcel Ruby, La vie quotidienne dans le Rhône pendant la Seconde Guerre mondiale, Lyon, Horvath, 1996, 237 p. (ISBN 2-7171-0981-1)
- Patrick Veyret, Lyon 1939-1949 : de la collaboration industrielle à l'épuration économique, Châtillon-sur-Chalaronne, Éditions La Taillanderie, 31 octobre 2008, 256 p. (ISBN 978-2-87629-398-4)